# 神奈川大学
神奈川大学（かながわだいがく、英語: Kanagawa University）は、神奈川県横浜市神奈川区六角橋三丁目27番1号に本部を置く日本の私立大学。1928年創立、1949年大学設置。略称は神大（じんだい）。

## 概観

### 大学全体
- 神奈川大学は神奈川県横浜市に２つのキャンパスを設置し、総合大学として11学部22学科1プログラム[注釈 2]、大学院8研究科10専攻を擁する。
- 前身である旧制横濱専門学校は、勤労青年のための夜間部を設けた横浜初の私立専門学校であった[注釈 3]。また、地方入学試験および給費生制度を第二次世界大戦前から導入している。横濱専門学校以来の卒業生は約21万人を数え、国公私立780余りの大学の中で15番目の位置を占める（2016年時）[1]。

### 建学の精神
建学の精神は

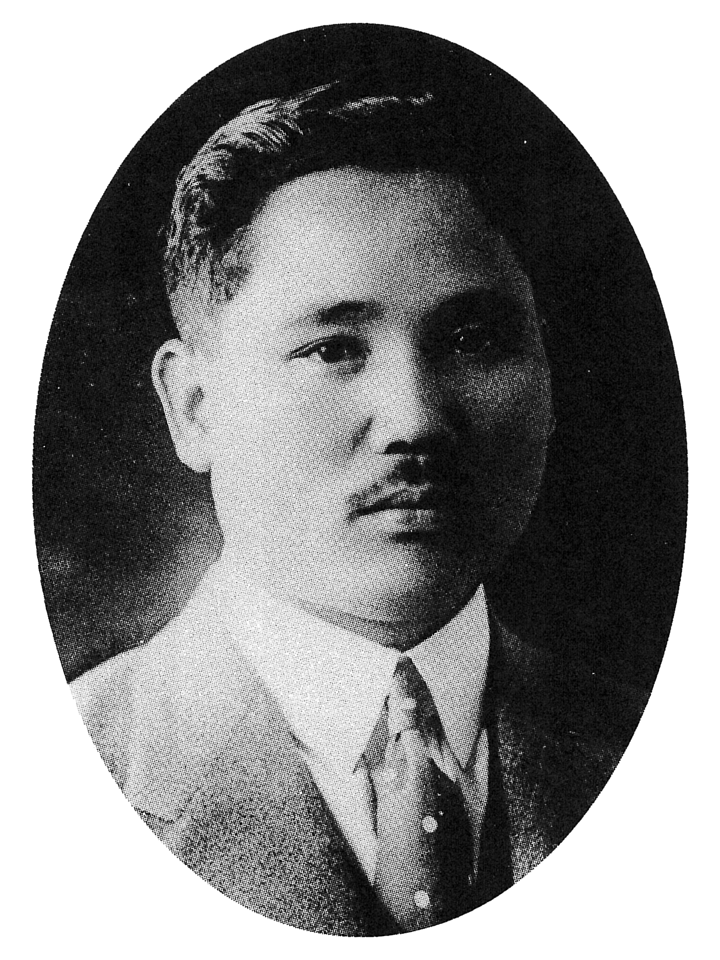
米田吉盛

- 質実剛健(英：Simple and Sturdy Spirit)
- 積極進取(英：Forwardness or Frontier Spirit)
- 中正堅実(英：Balanced and Steady Spirit)

創設者の米田吉盛（のちの衆議院議員）は、1927年の金融恐慌により農村は深刻な不況に見舞われ、1928年の田中義一内閣下での日本共産党党員の一斉検挙、治安維持法改正など混乱した社会の中で、民主主義制度を運用する精神を伴わせる必要性から「民族の危機」を感じた。「自分と志を同じくする中正堅実な青年を一人でも多く育成する」という使命感を持ち、1928年に29歳で前身となる横濱学院を創立する。米田は太平洋戦争戦時下である1942年4月の第21回衆議院議員総選挙で大政翼賛会の推薦候補制度が導入される中、「政府が選挙に介入することは公選精神に反する」としたことから、非推薦で立候補して当選し中正堅実を実践している。
学風は、1932年に作られた横濱専門学校校歌（作詞：土井晩翠、作曲：岡野禎一、編曲：坂下滉）の歌詞にも以下のように歌われている。

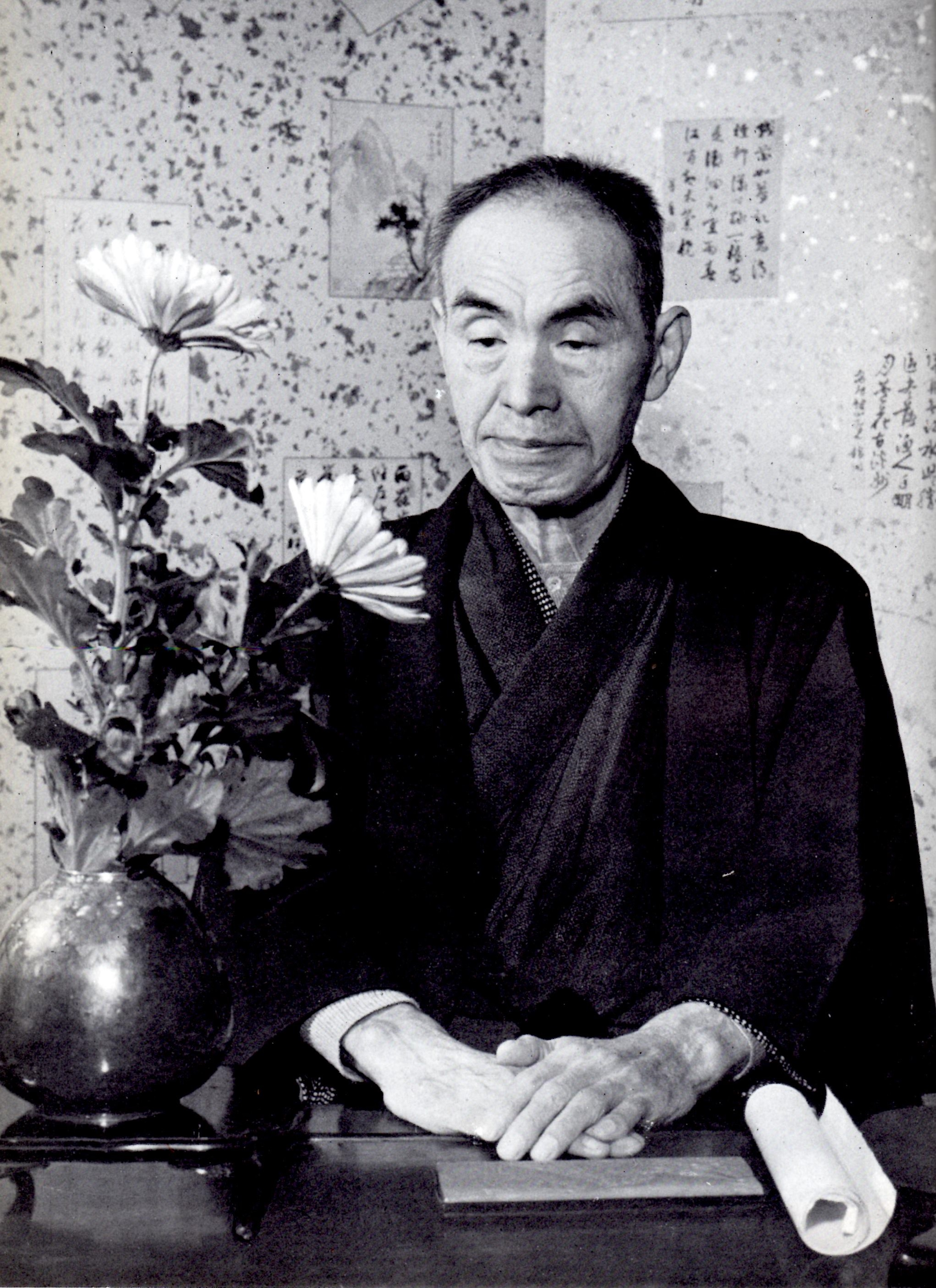
土井晩翠（米田吉盛はみずから仙台の土井宅に足を運び、校歌の作詞を依頼した）

#### 民主主義制度を運用する精神
米田の云う「民族の危機」とは、明治から昭和初期にかけての日本国には民主主義制度が導入されたが日本国民には民主主義制度を運用する精神が伴われて居ない事による「民族の危機」を指す。米田は、1950年4月の新制神奈川大学発足完了の新年度を迎えて、次のように所信を表明している。

### 建学精神の神髄解明
1963年には「本学の建学精神の神髄解明」とし、米田は学部長、教員らに意見を求め、当時神奈川大学法経学部教授としての縁のある高山岩男（京都学派四天王と呼ばれる京都学派哲学を代表する学者の一人）がそれを纏めている。それによれば、「中正堅実」とは極右でも極左でもない中正堅実な青年を育成する事だとし、第二に「質実剛健」とは、民主主義社会の中で陥りやすい付和雷同に対して時流に巻き込まれる事なく、良心に忠実に、思想堅固で正しい信念を貫く事だとし、正しい意味の保守精神に通じるとしている。第三に「積極進取」とは、文化は絶えざる創造の集積であるから、文化の進歩、創造には各人の積極的努力が必要になるが、わが国国民の欠点として急進的に左右に激動する欠点もある事から、第二の「質実剛健」と第三の「積極進取」とがダイナミックに調節される事により、真の進歩が齎されるとする（高山岩男『場所的論理と呼応の原理』および、仏教における中道、儒教における中庸も参照）。

### 学風および特色

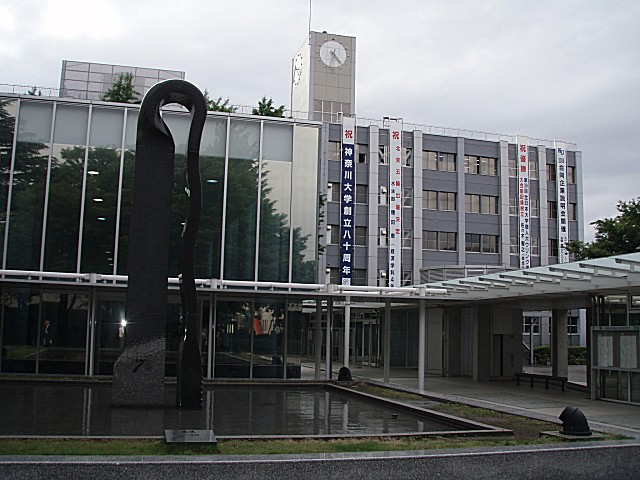
神奈川大学横浜キャンパス碑「メビウス”永遠”」

創立当時の学科は法学科（法学部）と、商業理財科（商経学部）である。建学の精神の一を質実剛健とし、また横濱専門学校校歌に経世実用めあてとなしてとあるように実学（経世致用の学、学問は現実の社会問題を改革するために用いられなければならないとする主張。その先駆けは中国明朝末の東林学派の主張に見られ、明朝滅亡に伴い、朱舜水が日本に亡命して水戸藩水戸学にも影響を与える）と実践力を重視する学風である。、伝統的に京都学派哲学者が在籍しており、ニーチェ、マルティン・ハイデッガー、カール・ヤスパースらの実存主義哲学から出発し現実の社会問題解決のための比較文明学や社会科学の研究や哲学研究（無限革命論等）に結び付ける研究がある。
創設者の米田吉盛は自らも苦学した経験から、給費生制度を設けて勤労学生を援助した。また「教育は教員にあり」という信念を持っており、中央大学の恩師で当時司法次官だった林頼三郎を横浜専門学校初代校長に招いた。当時、中央大学の講師として米田と知り合った樋貝詮三から資金面の援助を得た。一橋系会計学者太田哲三からは商業系の学科を開設するにあたって援助を得た。法律系の教授陣は米田の母校である中央大学の教員と裁判官、そして、商業系の教授陣は東京商科大学（現・一橋大学）の教員が主流を占めていた。

#### 創設者 米田吉盛
創設者である米田吉盛は、翼賛選挙において非推薦で当選し、終戦の翌年の総選挙（落選）では「私のすべての政策は如上の天皇制擁護と国民協同自治の理念から出発する」とし、天皇制擁護と国民協同自治の理論を提唱、経済的に窮地に立つ農村は安い肥料で支え、中小企業の振興等の政策を提唱し、また戦後日本の教育を考え衆議院文教委員会で活躍した人物として知られる。保守中道の政治家であり、1957年の岸信介内閣改造に伴い厚生政務次官に就任している。横濱専門学校創設の際の教員集めでは、林頼三郎や太田哲三の紹介する人物に対して三顧の礼をもってあたった。建学にあたっては徹底した実学主義と、大量教育の排除（マスプロ教育を排除してゼミナールによる少人数教育を推進）を目指し、1950年のヨーロッパ視察でイギリスの教育制度に学びケンブリッジ大学やオックスフォード大学の例に鑑み、寮制度を充実をさせチューター (tutor)システム・カレッジを構想し、台村校地を取得したが、米田の退職を以て頓挫した。

#### 横濱専門学校初代校長 林頼三郎
横濱専門学校初代校長林頼三郎は、昭和初期、日中戦争から太平洋戦争に突入する時代背景において司法次官、検事総長、大審院院長、司法大臣等を歴任した人物であり、特に治安維持法の制定・施行に関与し「思想犯の社会からの隔離」を提言した人物として知られる。これは後の1941年（昭和16年）の新治安維持法において、行刑や思想犯保護観察法も絡め、予防拘禁として盛り込まれた。刑法を専門とする法学者であり、著書に『刑事訴訟法要義』『刑法総論』がある。

#### 横濱専門学校初代理事 樋貝詮三
横濱専門学校初代理事樋貝詮三は、恩給局書記官、法制局参事官、内閣恩給局長、保険院長官、第37代衆議院議長、皇室典範委員会委員長、国務大臣、賠償庁長官などを歴任した人物である。樋貝は資金面の援助のほか、用地選定には米田と同道して助言をしている。樋貝詮三は米田吉盛の最大の理解者であり、米田は樋貝を兄のように慕っていたという。

#### 横濱専門学校法人評議員 太田哲三
一橋系会計学者太田哲三は、中央大学、東京商科大学で教鞭をとる。1929年には米田吉盛の依頼で横濱専門学校（神奈川大学）の商業理財科の創立に協力。商業系の講師（教授）を米田に紹介した。公認会計士の資格では、1950年（昭和25年）2月に公認会計士太田哲三事務所を開業。この事務所は1967年（昭和42年）に日本国初の監査法人となる。東京商大を退官後の1948年4月、長浜ゴム工業株式会社（後に三菱樹脂株式会社に商号変更）の社長に就任（1950年（昭和25年）まで）。著書に『商業簿記』。
また、横浜の財界人、上郎清助（貴族院議員）、渡辺利二郎（渡辺銀行取締役）、綿貫音次郎、渡辺金三、横打弥太郎らも資金面で協力し、評議会顧問に、馬場鍈一（貴族院議員、大蔵大臣、内務大臣、日本勧業銀行総裁）、山川端夫（貴族院議員、海軍・外務官僚、国際法学者）、評議員に小林一郎（中央大学教授）、西川一男（中央大学教授）、新保勘解人（大審院判事）、吾孫子勝（大審院判事）なども参画した。

#### 草創期の主な講師陣
草創期の講師陣は主に次の通り
- 吉田久（民法を担当・鹿児島2区選挙無効事件の翼賛選挙無効判決宣告で知られる。『気骨の判決-東条英機と闘った裁判官-』原案清永聡 新潮選書でドラマ化された）裁判官、貴族院議員）
- 平井彦三郎（刑法、著書に『刑事訴訟法要論』等）
- 風早八十二（社会政策、日本における、いわゆる、マルクス主義法学の先駆者の一人。「生産力理論」を提唱し、1938年には近衛文麿の最高政治幕僚組織「昭和研究会」に参加）
- 三浦義道（商法。著書に『獨逸簡易生命保險論』『保険法論』（1922年））
- 神川彦松（政治学、国際政治学者。著書に『世界大戰原因論』等）
- 中山伊知郎（経済原論。一橋大学系経済学者。日本における近代経済学の導入に貢献）
- 山口茂（銀行論、経済学者。金融関係を中心とした和書810冊、洋書977冊の旧蔵書「山口文庫」）
- 上原専禄（経済史、一橋大学系、専門は中世ヨーロッパ史、著書に『史心抄』『独逸中世史研究』等）
- 向井鹿松（市場論。著書に『取引所の理論的研究』(1926年)、『配給市場組織』(1928年)、『経営経済学総論』(1929年)、『綜合取引所論』(1932年)、『流通総論―マーケティングの原理―』（1963年））
- 太田正孝（財政学、大蔵官僚、政治家。大政翼賛会政策局長に就任。その後、翼賛政治会常任総務、衆議院議員、参議院議員）、米田吉盛が衆議院選挙に立候補する際に、「君の考え（翼賛体制時に政府が選挙に介入するべきでないとした考え）は広く市民に訴えるべき」と助言したとされる。
- 美濃部亮吉（マルクス経済学者、政治家。東京都知事（第6・7・8代）、参議院議員（全国区）、本学では商工経営を担当）
- 高柳賢三（貴族院勅選議員。大正・昭和期の代表的英米法学者、新憲法擁護論者、本学では商法を担当）
- 朝比奈宗源（1934年 - 1942年まで倫理学を担当。鎌倉円覚寺（臨済宗「瑞鹿山円覚興聖禅寺」鎌倉五山の一角。元寇で戦死した日本とモンゴル両国の兵士を弔うために、弘安五年(1282年)鎌倉時代末期、鎌倉幕府八代執権北条時宗により創建）の禅僧。1974年、生長の家開祖谷口雅春、神社本庁総長篠田康雄 らに呼びかけて「日本を守る会」（後の日本会議）を結成）
- ジョン・オーエン・ガントレットJohn Owen Gauntlett（イギリスのウェールズ出身の語学者、音楽家、英国パイプオルガン技師エドワード・ガントレットGeorge Edward Luckman Gauntlettの長男で翻訳家。1935〈昭和10〉年の着任で、横濱専門学校では兼任講師として英語を教えた）
- 江本茂夫（陸軍歩兵中佐、1936年4月 - 1941年まで本学教授、英語を担当。台風の暴風雨の中、ふんどし姿に軍服を丸めてそれにサーベルを通して肩に担いだ異様な姿の軍人は「軍人の英語は弾丸の飛雨する中でもよく通らなければならぬ！」と横専学生を英語で叱咤激励したとされる。著書教材『Emoto's Vivid English(1936)』）

#### 貿易科
1930年、貿易科を設置。米田が設立時から構想していたもので、当時としてはユニークな学科であった。卒業生には外務省に奉職し、タイ王国在チェンマイ日本領事館副領事、タイ・トーメン社（現：豊田通商）社長、会長となった西野順治郎等がいる。現代ビジネス学科となる。

#### 横濱専門学校奨学会
1933年、米田は給費金の返還を必要とせず、卒業後の進路について一切拘束しないという魅力ある給費生制度を創設。給費母体の「横濱専門学校奨学会」の設立に奔走し、政治家、財界等から錚々たるメンバーの参加を得る。この給費生制度は戦争中も途絶えることなく継続し、今日に引き継がれる。

#### 商経法学会
教員の研究面も充実を図り、1938年「横濱専門学校商経法学会」を設置。研究紀要『商経法論叢』を創刊、若手の教員陣が論文を多数発表する。創刊時の論文を発表した教員は主に次の通り
- 園田寛（経済原論。副校長、法経学部長、理事など歴任。『社會科學への道ーヒルファーヂング金融資本論解析』等）
- 沼田嘉穂（会計学。特に簿記学の研究。文部省検定の中学校教科書『商業簿記』『工業簿記』『会計学』『簿記会計(I)(II)(III)巻』 その他著書に『固定資産会計』等）
- 久武雅夫（商業数学。横濱専門学校初の専任教師。著書に『数理経済学序説』、『会計の数学』等）

商経法学会は法学部、経済学部の分離に伴い、法学会と、経済学会に分離し『商経法論叢』は『神奈川法学』と『商経論叢』になり今日に至る。

#### 工学三科の設置
横濱専門学校工学科（機械工学、電気工学、工業経営の工学三科）は、1931年の満洲事変、1937年の盧溝橋事件勃発と、日本が中国との泥沼の全面戦争（日中戦争）に踏み込み、戦争に伴う軍需工業と重化学工業の需要が高まる中、日本政府は工業技術者養成機関の大拡張政策を推進する状況の中で、当時、法学部の産業管理及び能率論の講師だった経営学者上野陽一（フレデリック・テイラーの科学的管理法を能率学と名付け、端緒的研究者）の提言により、「国策遂行ノ為メ、生産力拡充ノ要ハ焦眉ノ急ナリ、然ルニ斯界ノ実状必ズシモ安恕タリ得ズ、之本校ガ微力ヲモ顧ミズ増設ヲ発起セシ所以ナリ。」という政府の要望に答える形で、「日支事変による時局進展と共に各工業部門の拡大と相俟って必然的に問題化されてきた技術員特に、高等技術員の不足を補充し併せて専門学生として人格を陶冶し国体観念を涵養する目的」（『横専学報』第81号）をもって設置し、横浜高等工業高校（現・横浜国立大学工学部）の有力教員を引き抜いて構成された。

### 教育および研究

#### 歴史民俗資料研究
- 日本で唯一の歴史民俗資料学研究科が大学院に設置されている。
- 中国明朝末の東林学派で「反清復明」を掲げ清国に反攻した鄭成功を祭神とする延平郡王祠(台湾の日本統治下1896年（明治29年）開山神社（かいざんじんじゃ）と改称)を日本が台湾統治に利用したとする、中島三千男元学長の研究等の日本近現代思想史研究等がある。
- 神奈川大学非文字資料研究センターでは歴史民俗資料(非文字資料)をデータベース化している。戦前、日本帝国の「勢力圏」拡大に伴い、日本国や日本人によってアジア太平洋地域に建てられた海外神社（その跡地）もデータベース化しており、満洲国の建国忠霊廟、建国神廟をはじめとする海外神社の写真等の非文字資料も見ることができる[7]。

#### 外国語学部
- 外国語学部は英語英文学科、中国語学科、スペイン語学科、国際文化交流学科があり語学教育に注力している。国際文化交流学科は、異文化交流・日本文化発信・外国語の三つの力を総合的に養成。中国語学科は日中の交流発展に長く安定して寄与できる人材を育成する。
- 英語英文科は歴史的には前述の元陸軍通訳士官（英語版）江本茂夫中佐を名物教授とし、佐々木高政、長谷川松治などの講師陣が集まっていた。江本中佐の授業は英字新聞などを教材としユーモアや諺、時事問題などを交えた機関銃のようなListening、Speaking、ProductivePowerを鍛える「横専方式」英語の講義であった。
- 大里浩秋の中国近現代史研究・辛亥革命研究、小島晋治の太平天国研究、小林一美の義和団の乱研究、後藤政子のフィデル・カストロ議長とチェ・ゲバラのキューバ革命の研究等、革命やポストコロニアル理論を研究テーマとする研究者が居る。
- Language Expressはネイティブスピーカーと会話しながら、英語、スペイン語、中国語、ロシア語（2017年度より本格開設）の4つの言語が学べる自由なコミュニケーションスペース。20号館にある[8]。

#### 法学部
- 法学部、経済学部、経営学部は創立当時より法経学部教授山口茂の熱心な勧めによりゼミナールを重視している。
- 初代校長は刑法学の権威・林頼三郎であり、刑法の教授に、内田文昭、山火正則等がいた。
- 1965年より黒田覚（京都大学系憲法学者、君主象徴論、黒田制憲権論で有名）が法学部教授であり、特に憲法学で注目を集めていた。
- 法学部には、1978年設置された法学研究所、また1995年に設置された自治行政学科があり、2004年（平成16年）度には「地方自治センター」が開設された[9]。「地方自治センター」は“地域密着型”を一つの特色として打ち出すことを企図して構想されている。
- 実際に自治体の行政に携わってきた実務経験者を講師に招いて講義を行っている。2013年より元宮城県知事・浅野史郎特別招聘教授が地方自治論の教壇に立つ。就職では国家公務員、地方公務員、自衛官、警察官、消防官となる者も多い[10][11]。

#### 経済学部
- 現代ビジネス学科（旧貿易学科）では英語科目必修のほかに経済専修英語や貿易コミュニケーションなど実践的で生きた英語を学び、航空貨物や海運貨物など貿易にかかわる物流関係に就職する学生が多い。会社の規模別就職状況では学生の約半数が大企業に就職[12]。
- 経済学科では社会政策論等を学ぶ福祉・環境・公共政策を学ぶコース、金融論等を学ぶ市場・企業・産業を学ぶコース、世界各国の経済を学ぶ国際経済と社会を学ぶコースを選択できる。
- 齊藤実教授の交通論、物流論講義など、社会に出て即実践可能な知識を習得できる講義がある。

#### 経営学部
- 横濱専門学校時代より法経学部には著名な京都学派哲学者が在籍していた。実存哲学のカール・ヤスパース研究の草薙正夫、ニーチェ研究で無限革命論の信太正三、トインビー研究の山本新、都市社会学山田操、京都学派四天王高山岩男等。
- 一橋大学系ではカール・ヤスパースやマックス・ヴェーバー研究の武藤光朗、東京大学系ではフレデリック・テイラー研究の上野陽一、インド哲学とニーチェ、ヤスパースを比較した湯田豊等もいた。
- 1987年の経営学部創設には松岡紀雄教授(パナソニック創業者松下幸之助の下でアメリカPHP研究所初代代表)が「海外広報論」(パブリック・リレーションズ論）を開講。

#### 工学部
- 工学部は前述の軍需産業の需要増に応える為に設置された工学三科が礎である。現在では、総合工学プログラム、機械工学科、電気電子情報工学科、物質生命化学科、情報システム創成学科、経営工学科、後述の建築学科が設置された。工学部機械工学科熱工学研究室原村嘉彦教授はスターリングエンジン開発等の研究をしている[13]。
- 機械工学科江上正教授の宇宙エレベータープロジェクトでは1,000ｍの昇降記録を達成、宇宙エレベーター技術競技会では優勝経験もある。また工学部機械工学科航空宇宙構造研究室（高野敦准教授）/及び課外活動宇宙ロケット部では宇宙ロケット研究等も行う[14][15][16]。
- 宇宙線物理学、宇宙物理学も伝統であり三宅三郎（日本の宇宙物理学者。東京大学宇宙線研究所所長、kamiokande(カミオカンデ)計画に先立つインド・コラー金鉱(KGF)での宇宙線研究）が教授、神奈川大学学長、桜井邦朋（日本の宇宙物理学者。太陽物理学、高エネルギー宇宙物理学の学者）が学部長、神奈川大学学長であった。素粒子物理学の三田一郎教授もいる。
- 工学部田嶋和夫教授により発明されたファンデルワールス力を利用して乳化する技術（三相乳化）[17]。神奈川大学が特許を持ち、産学連携事業が立ち上げられている。

#### 建築学部（旧：工学部建築学科）
- 工学部建築学科は東京工業大学(東工大)出身の教授が多く、谷口忠教授が初代建築学科長として地震工学等構造を教える。谷口吉郎（東工大）の弟子の白濱謙一教授（故）が1965年の学科創設時に着任。清家清（東工大）の弟子篠原一男特任教授（故）等がいた。様々なコンペティションで賞を受賞している。デザインコース作品集『RAKU』。
- 工学部建築学科では構造システム系教員を中心として、学術フロンティアについては学外共同研究者、 産官学プロジェクトについては7社のもとに、 建築学科の教務技術職員および大学院工学研究科建築学専攻の大学院生の協力も得てTEDCOMプロジェクト（地震・台風災害の制御低減研究）などの研究を行っている。
- また建築学科では東アジア4国際都市の脆弱地区の調査、ならびに環境社会再生への方法の探求として、横浜（日本）、台北（台湾）、水原（韓国）、哈爾浜（中国）4都市の脆弱地区の課題・背景を調査し、相互比較した上で、その再生戦略についても相互比較し、国際的討論を深め、再生計画のアジア的計画論を構築する山家京子教授の研究などもある。

#### 理学部
- 2012年度から2022年度までは、数理・物理学科、情報科学科、化学科、生物科学科と総合理学プログラムの4学科1プログラムとなり、理学の基礎分野を総合的にカバーするようにしていた。ハイテクリサーチセンターに代表される研究施設がある。
- 理学部の近年の研究では人工細胞の研究などが注目される。2015年には理学部菅原正教授研究グループが 細胞膜に見立てた（ジャイアント）ベシクルと呼ばれる直径3 - 10マイクロメートル（100万分の1メートル）の人工分子膜の袋が、外部から膜分子原料（餌）を取込み、膜内でその原料から膜分子をつくり出すことで自らを成長・分裂させ、さらに内部で染色体のモデルであるDNAを増幅することを報告(『Nature Chem』. 2011)。更にDNA複製の原料を外部から摂取する手法を開発したことで、DNAが枯渇した子供細胞に、内部でのDNA複製能力を回復させ、孫細胞をつくらせ「何世代にもわたって細胞分裂できるモデル人工細胞」の構築に成功したと発表した（2015年9月29日にオンライン学術雑誌『Nature Communications』に Highlight論文として掲載）[18]。
- 理学部化学科（当時）辻勇人教授の研究では東京大学、東京工業大学の研究グループと共同で世界初、室温（27℃）での4ナノメートル超分子ワイヤの長距離共鳴トンネル現象を確認したと発表[19]
- 理学部応用生物科学科（当時）関邦博元教授の環境生理学・潜水学研究から発展して放射線、超低温、乾燥にさらされると「乾眠」状態になり極限環境で生き抜くクマムシ研究に成果があり、その弟子堀川大樹の研究はNASAも注目する。
- 神奈川大学の特許出願件数は2016年20件(取得10件)（公報（公開特許公報，特許公報）に基づく）である[20]。

#### 人間科学部
- 神奈川大学プロジェクト研究所のマルチモーダル研究所はQOL向上を志向する生活環境整備に関する基礎・応用研究を行う。
- 神奈川大学駅伝選手の運動中の血中乳酸濃度を16年以上にわたって測定し、競技能力との関係を調べている[21]。
- 人間科学研究科臨床心理学研究領域が臨床心理士資格認定協会の実施視察で「A評価」を取得している。

## 沿革

### 略歴

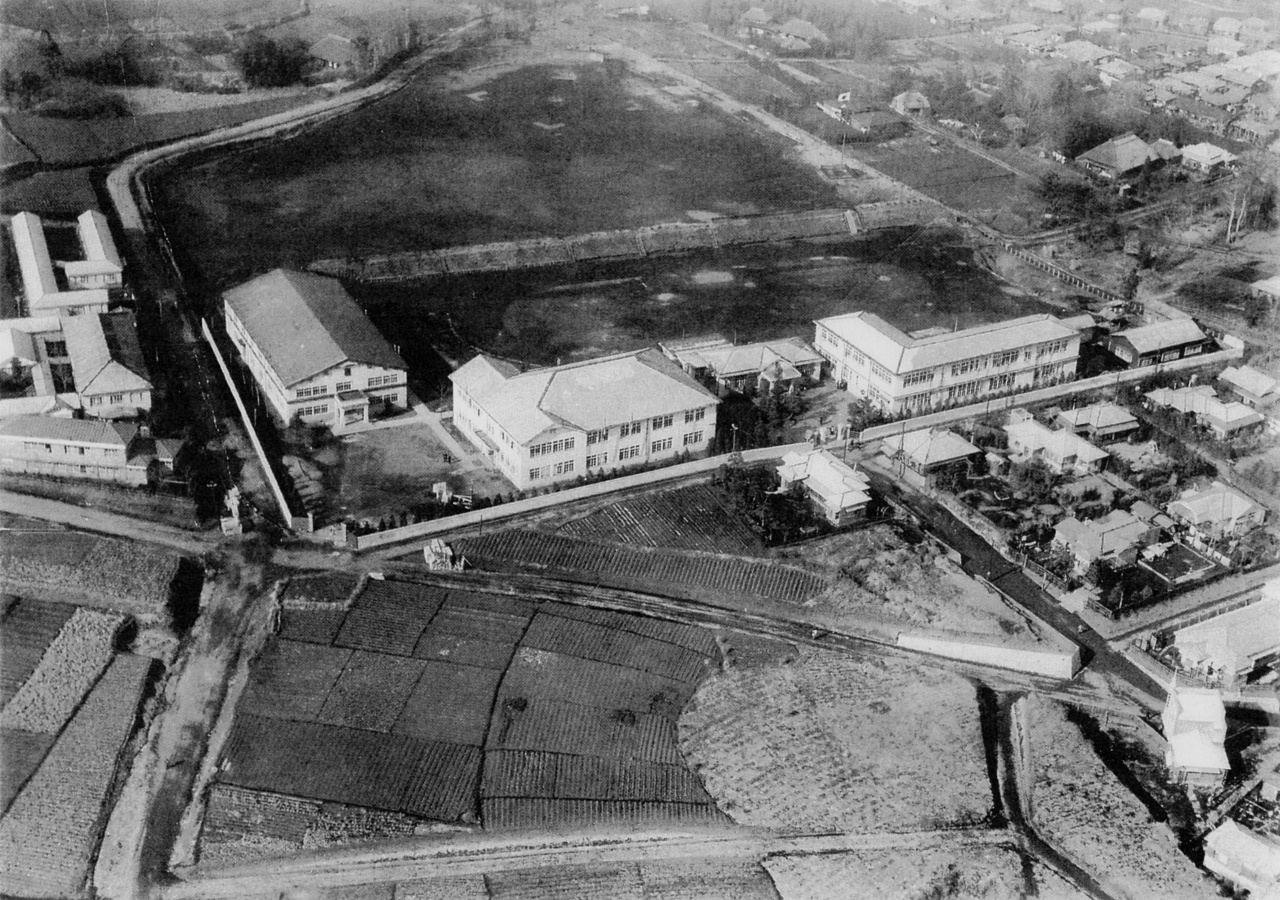
横浜専門学校（1937年）

1928年に米田吉盛が横浜市中区桜木町に、林頼三郎、樋貝詮三、太田哲三らの協力を得て、横濱学院を開設した。その後、1929年に専門学校令によって横濱専門学校となる。横濱専門学校は、勤労青年のための夜間部を設けていたが、これは高等教育機関としては横浜初のことであった。所在地は横浜市中区桜木町であった。1930年、当時東急東横線の開通で発展の見込まれた横浜市神奈川区六角橋の字・宮面の丘陵に移転し、現在に至る。移転当時、付近は田畑の広がるのどかな田園地域だった。
現在の校名は第二次世界大戦後の学制改革による大学昇格時に決定した名称である。横濱専門学校と官立の新制大学（前身は横浜経済専門学校・横浜工業専門学校・神奈川師範学校・神奈川青年師範学校）と横浜市立の新制大学（前身は横浜市立経済専門学校）がともに「横浜大学」を名称として申請したため、3校において協議を行うこととなった。その結果、横濱専門学校は「神奈川大学」を名乗り、官立および市立の「横浜大学」はそれぞれ校名に「国立」「市立」を挿入することで各校とも合意に達した。

### 年表

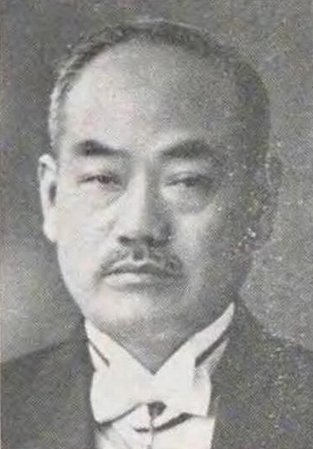
初代横浜専門学校校長林頼三郎。司法次官、思想検事系列の検事総長、治安維持法の制定施行に関与。大審院長、司法大臣を歴任。

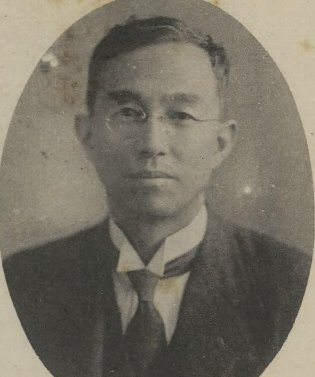
創立時の費用を援助した樋貝詮三。衆議院議員、第37代衆議院議長、皇室典範委員長、第三次吉田内閣の国務大臣、賠償庁長官、法学者。

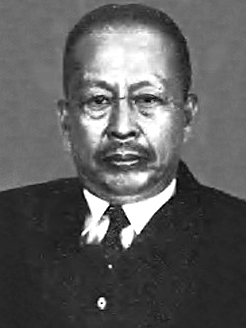
評議会顧問に就任した馬場鍈一。貴族院議員。広田内閣の大蔵大臣で積極財政主義、第一次近衛内閣で内務大臣、日本勧業銀行総裁、農村金融の充実に尽力。

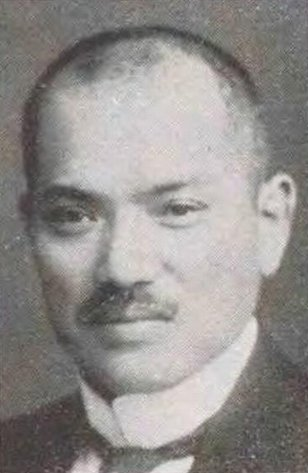
評議会顧問に就任した山川端夫。貴族院議員。法制局長官。日本海軍・外務官僚、政治家、国際法学者。パリ講和会議全権委員随員、ロンドン海軍軍縮会議全権委員随員など。

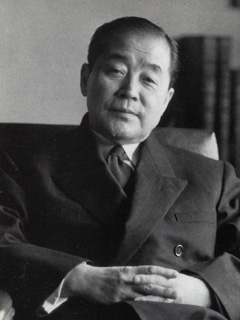
澁澤敬三のアチック・ミューゼアム・ソサエティ（日本常民文化研究所）は1982年に神奈川大学に移設、研究が引継がれる。第十六代日銀総裁、第49代大蔵大臣として戦後の預金封鎖、新円切り替え、財産税導入など激しいインフレーションの処理に当たる。民俗学者。

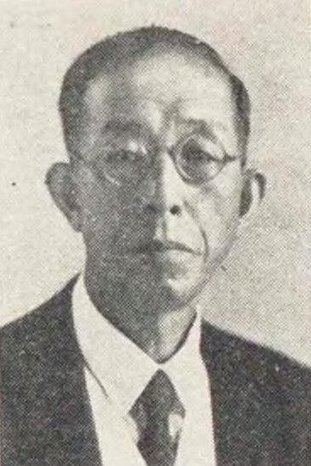
吉田久。横濱専門学校草創期に、民事法の講師を担当。裁判官、貴族院議員。大審院第三民事部の部長判事（裁判長）時の鹿児島2区選挙無効事件で「翼賛選挙は憲法および選挙法の精神に照らし大いに疑問がある」と指摘して国を厳しく批判する判決（翼賛選挙無効判決）。

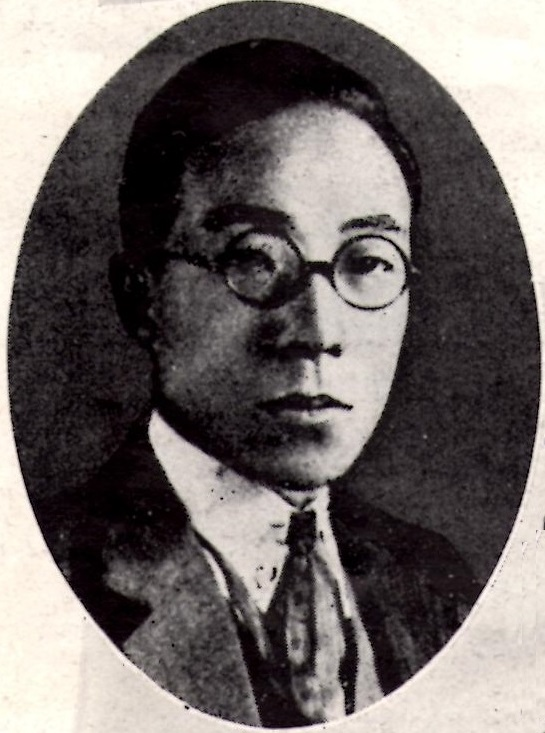
戦争協力の廉で公職追放された高山岩男は法経学部教授として神奈川大学に在籍。建学精神の神髄解明を纏める。京都学派四天王、京都学派哲学者。

- 1928年 - 米田吉盛が横浜市中区桜木町に横濱学院を開設。
- 1929年 - 専門学校令により横濱専門学校（法学科、商業理財科）を開設。
- 1930年
  - 六角橋校地（現在の横浜キャンパス（横浜市神奈川区六角橋）へ移転。
  - 初代配属将校鈴木辰之助陸軍少佐着任。
- 1935年 - 米田吉盛学監、学生の就職支援のため満洲国視察。満洲諸会社との連絡。
- 1936年
  - 陸上競技部が東京箱根間往復大学駅伝競走初参加。
  - 林頼三郎校長が司法大臣就任。
- 1939年
  - 興亜青年勤労報国隊（文部省計画）には横浜専門学校からも学生派遣。朝鮮半島、チャムスク、牡丹江を経由して満洲国綏陽県などで軍役作業。
  - 工学系の3学科（機械、電気、工業経営）を新設。
- 1943年 - 太平洋戦争下で11月19日、横濱専門学校学徒出陣壮行会。
- 1945年 - 太平洋戦争敗戦。占領軍によって一時的に六角橋校地が接収されたため、大倉山の大倉精神文化研究所と三ツ沢の県立第二横浜中学校（現横浜翠嵐高校）にて授業を行う（翌年2月まで）[23]。
- 1949年 - 学制改革により新制神奈川大学（商経学部、工学部）に移行。
- 1950年 - 商経学部を法経学部に改称。短期大学部（商科、法科）開設。
- 1951年 - 横浜専門学校最後の卒業式を行い、廃止。
- 1959年 - 第二工学部を新設。
- 1965年 - 外国語学部を新設。法経学部を法学部と経済学部に分離、独立。
- 1967年 - 大学院法学研究科、経済学研究科、工学研究科を開設。
- 1969年 - 短期大学部の商科を商学科、法科を法学科に改称。
- 1973年 - 宮面寮内で学生セクト間の対立から殺人事件が発生。2人死亡[24]。
- 1977年 - 生協倉庫で火災が発生。喫茶部なども含め200㎡が全焼[25]。
- 1979年 - 6月8日に警視庁公安部などが宮面寮を家宅捜索。同年、羽田空港で発生したテロ事件を革労協（社青同解放派）の犯行と断定したことによるもの[26]。
- 1984年 - 11月19日に神奈川大学附属中・高等学校を開校の認可が降りる(後の開校記念日)。
- 1986年 - 創立60周年記念事業として平塚キャンパスの建設に着手。その準備として国際経営研究所と知識情報研究所（現・総合理学研究所）を設置。
- 1988年 - 外国語学部に中国語学科を増設。
- 1989年 - 平塚キャンパス開設。経営学部国際経営学科、理学部情報科学科、化学科、応用生物科学科を開設。
- 1990年 - 大学院工学研究科機械工学、電気工学、応用化学、建築学専攻に博士課程開設。
- 1991年 - 大学院工学研究科経営工学専攻に修士課程開設。
- 1992年 - 大学院外国語学研究科英語英米文学、中国言語文化専攻修士課程開設。
- 1993年 - 大学院歴史民俗資料学研究科歴史民俗資料学専攻、理学研究科情報科学専攻、化学専攻を開設、生物科学専攻修士課程、大学院工学研究科経営工学専攻博士課程を設置。
- 1994年 - 工学部の工業経営学科を経営工学科に名称変更。
- 1995年 - 大学院経営学研究科国際経営専攻、理学研究科情報科学専攻、化学専攻、生物科学専攻、歴史民俗資料学研究科歴史民俗資料学専攻博士課程設置。法学部に自治行政学科を増設。短期大学部に専攻科商学専攻を増設。
- 1998年 - 創立70周年記念事業として横浜キャンパス再開発計画を開始。
- 2001年 - 平塚キャンパスを湘南ひらつかキャンパスに改称。理学部の応用生物科学科を生物科学科に、工学部第一部・第二部の電気工学科を電気電子情報工学科に名称変更。
- 2002年 - 横浜キャンパス再開発計画完了。短期大学部、同専攻科廃止。
- 2003年 - 大学院工学研究科の電気工学専攻を電気電子情報工学科に名称変更。
- 2004年 - 法科大学院法務研究科法務専攻開設。地方自治センター設置。みなとみらいエクステンションセンターを開設。
- 2006年
  - 人間科学部人間科学科、外国語学部に国際文化交流学科、理学部に総合理学プログラムを増設。経済学部の貿易学科を現代ビジネス学科に、工学部の電気電子情報工学科を電子情報フロンティア学科に、応用化学科を物質生命化学科に、経営工学科を情報システム創成学科に名称変更。第二部は募集停止。法学部と経済学部は昼夜間教育制度を導入。
  - 工学部全学科、JABEE認定。
- 2008年 - 湘南ひらつかキャンパス内建物の番号を1号館からの通し番号に変更（4月1日より実施）[27]。
- 2009年 - 国際常民文化研究機構設置。
- 2012年 - 理学部に数理・物理学科、工学部に経営工学科と総合工学プログラムを増設、工学部電子情報フロンティア学科を電気電子情報工学科に名称変更。
- 2016年 - 2017年度入試より給付型の奨学金「神奈川大学予約型奨学金」を新設すると発表 [28]。
- 2019年 - 法科大学院法務研究科法務専攻廃止。
- 2020年 - 国際日本学部を新設。
- 2021年 - みなとみらいキャンパスを開設。それに伴い国際日本学部、外国語学部、経営学部が当キャンパスに移転された[29]。
- 2022年 - 建築学部を新設。
- 2023年
  - 理学部と工学部を再編し、化学生命学部と情報学部を新設[30]。
  - 理学部が湘南ひらつかキャンパスから横浜キャンパスに移転し、湘南ひらつかキャンパスが閉鎖、キャンパス敷地は売却方針[31]。

### 歴代学長
|                   | 役職名     | 氏名                            | 在職期間                        | 専門 | 備考                                                          |
| 横濱専門学校 校長 |            |                                 |                                 | |                                                               |
| ----------------- | ---------- | ------------------------------- | ------------------------------- | --- | ------------------------------------------------------------- |
| 横濱専門学校 校長 | 校長       | 林頼三郎                        | 1929年04月01日 - 1947年06月02日 | 法学 | 刑法 1941年（昭和16年）の新治安維持法にて思想犯の予防拘禁制度 |
| 横濱専門学校 校長 | 校長       | 米田吉盛                        | 1947年09月06日 - 1951年03月31日 | 法学 | 政治家                                                        |
| 神奈川大學 学長   |            |                                 |                                 | |                                                               |
| 学長              | 米田吉盛   | 1949年04月01日 - 1968年03月18日 |                                 | |                                                               |
| 学長              | 津村利光   | 1968年03月18日 - 1968年11月30日 | 工学                            | 機械工学 |                                                               |
| 学長代行          | 福田實     | 1968年12月01日 - 1969年09月05日 | 戦後思想研究                    | ウィリアム・フォークナー研究 |                                                               |
| 学長代行代理      | 長倉保     | 1969年05月01日 - 1969年09月05日 | 経済学                          | 経済史 幕藩体制解体の史的研究 元禄期の江戸積酒造業研究 |                                                               |
| 学長代行          | 丹羽邦男   | 1969年09月06日 - 1969年12月05日 | 経済学                          | 農業史 明治維新の土地改革、明治政府の社寺支配過程の総合的研究 |                                                               |
| 学長代行          | 神川正彦   | 1969年12月06日 - 1970年07月26日 | 哲学                            | 比較文明学・ 日本文明の多元性 |                                                               |
| 学長代行          | 黒田覚     | 1970年07月27日 - 1971年01月31日 | 法学                            | 憲法、純粋法学のハンス・ケルゼンに師事、君主象徴論、カール・シュミット制憲権論を修正した黒田制憲権論 |                                                               |
| 学長代行          | 浜野裕司   | 1971年02月01日 - 1971年12月12日 | 工学部                          | 応用電気化学 光化学 酸化還元 |                                                               |
| 学長事務取扱      | 宮川武雄   | 1971年12月13日 - 1974年03月31日 | 経済学                          | 経済思想史、独占および寡占理論の研究 |                                                               |
| 学長              | 勝田千利   | 1974年04月01日 - 1976年03月31日 | 建築工学                        | 東京工業大学系建築学「伊勢湾台風復興住宅」の設計 自動制御による長周期地震計 電気油圧式自動制御による免震装置 免震構造 |                                                               |
| 学長              | 飯田耕作   | 1976年04月01日 - 1978年04月30日 | 外国語学部                      | D・H・ロレンス研究 |                                                               |
| 学長事務取扱      | 児玉敏     | 1978年05月01日 - 1978年07月11日 | 法学                            | 大学紛争期の法学部長（3回） |                                                               |
| 学長              | 山邊武郎   | 1978年07月12日 - 1981年07月11日 | 工学                            | クロマトグラフィー科学、無機化学、海水淡水化 |                                                               |
| 学長              | 三宝義照   | 1981年07月12日 - 1984年07月11日 | 工学                            | 解析電力系統工学 |                                                               |
| 学長              | 荻原昤二   | 1984年07月12日 - 1987年07月11日 | 生物学                          | 生物学汎説、生物学提要 |                                                               |
| 学長事務取扱      | 安盛岩雄   | 1987年07月12日 - 1987年07月28日 | 物理化学                        | 化学反応、触媒作用の物理化学 |                                                               |
| 学長              | 荻原昤二   | 1987年07月29日 - 1990年07月28日 | 生物学                          | |                                                               |
| 学長              | 藤本盛久   | 1990年07月29日 - 1993年07月28日 | 建築工学                        | 東京工業大学系建築学 鉄骨構造の基礎研究 |                                                               |
| 学長              | 三宅三郎   | 1993年07月29日 - 1994年03月31日 | 物理学                          | 1965年インドコラー金鉱で大気ニュートリノの世界初観測で仁科記念賞、2002年ノーベル物理学賞受賞者小柴昌俊の神岡鉱山計画（カミオカンデ）等と共に宇宙線ミュー粒子およびニュートリノの研究。2015年ノーベル物理学賞受賞者梶田隆章の8代前の東京大学宇宙線研究所所長 |                                                               |
| 学長事務取扱      | 清水嘉治   | 1994年04月01日 - 1994年07月06日 | 経済学                          | 欧州経済学 |                                                               |
| 学長              | 内田文昭   | 1994年07月07日 - 1997年07月06日 | 法学                            | 刑法学、刑法における過失共働の理論 |                                                               |
| 学長              | 桜井邦朋   | 1997年07月07日 - 2000年07月06日 | 物理学                          | 太陽物理学、高エネルギー宇宙物理学 |                                                               |
| 学長              | 山火正則   | 2000年07月07日 - 2007年03月31日 | 法学                            | 刑法学、犯罪競合に関する研究 |                                                               |
| 学長              | 中島三千男 | 2007年04月01日 - 2013年03月31日 | 歴史学                          | 国家神道体制の確立過程研究、海外神社研究 |                                                               |
| 学長              | 石積勝     | 2013年04月01日 - 2016年03月31日 | 政治学                          | 国際政治学 |                                                               |
| 学長              | 兼子良夫   | 2016年04月01日 - 2022年03月31日 | 経済学                          | 地方財政学 |                                                               |
| 学長              | 小熊誠     | 2022年04月01日 - 現在           | 人文学                          | 民俗学、文化人類学 |                                                               |

## 基礎データ

### 所在地
- 横浜キャンパス（神奈川県横浜市神奈川区）
- みなとみらいキャンパス（神奈川県横浜市西区）

各キャンパスの詳細については後節の「施設」を参照。

### 象徴
- イメージカラーは紫紺色である。元々は「プラウドブルー」の呼称はなく、神奈川大学でも紫紺色と広報してきたが、箱根駅伝の実況でプラウドブルーと連呼された結果、現在では大学公式サイトでも「プラウドブルー」も表記されるようになった。クラブ活動では蒼弓会や、蒼碧法律会のように色の表現に「蒼」や「碧」を使うこともある。通常の紫紺色よりも青みが強い。

- 神奈川大学の英名略称であるKUを図案化したシンボルマークは各種学生スポーツ、大学施設案内などで使用されている。
- 校章は古くは紫紺色地に六角菊であり、六角菊の紋章は現在でも一部の部活の団旗に使われ、附属学校の校章は緑地に六角菊の紋章を使用している。應援指導部の毎年11月に行われる演舞披露の行事は濱菊祭と称する。
- 大学のマスコットキャラクターは「Mr.JIN」（JINDAIのJIN）と「Ms.KANA」（神奈川大学のKANA）。神奈川県の鳥「カモメ」をイメージしたもの。

### 校歌
横濱専門学校校歌
作詞：土井晩翠、作曲：岡野禎一、編曲：坂下滉。創設者米田吉盛の横濱専門学校設立の願いが込められている。
神奈川大学校歌
作詞：神保光太郎、作曲：高田三郎、編曲：真島俊夫。創設者米田吉盛の「国際的な世界市民の養成」の願いが込められている。「岩を打ちとどろに返す真白なる波のゆくえよ〜」や「空あおく涯（は）てなくあおく船は航（ゆ）く遠きわだつみ」のフレーズは開国以来の国際都市－横浜らしい航海を連想する。「世界は呼ぶ（繰り返し）」のフレーズで多くの卒業生の記憶に留まる。
第一応援歌『久遠の覇者』（くおんのはしゃ）
作詞：松村祐一、作曲：川上博正。昭和22年頃、当時の應援団長の提案で、学生自治会が学生から公募して生まれた応援歌。
第二応援歌『力と技を』
作詞：河原正信 作曲：陸軍戸山學校軍楽隊。陸軍戸山學校軍楽隊作曲による勇壮でリズミカルな応援歌。
第三応援歌『勝利に進め』
作詞：丹羽高志 作曲：真島俊夫。
神奈川大学創立60周年を記念して作られ、歌詞は学生から一般公募された。
応援歌『ノーエ節（のうへいぶし・のーえぶし）』
作詞：神奈川大学應援團 作曲：静岡民謡。静岡県三島市の民謡として知られる『農兵節（のうへいぶし・のーえぶし）』が元。農兵の訓練にも使われた曲を神大生の心意気の歌詞に変えた歌。
逍遥歌『宮面ヶ丘寮歌』（みやもがおかりょうか）
作詞・作曲：中濱基夫。歌の前には口上があり、「富貴名門の乙女に恋するを純情の恋であって裏町の廊屋に住める貧しき乙女に恋するを不情の恋であろうと誰が云う。（「そうだ！」と一同が相ノ手を入れる。後続の各センテンスも同様）…（略）酒は飲むべし、これ百薬の長。女は買うべし、これまた人生無上の快楽なり。胡蝶美人の膝枕、昨夜の未練さらさらなし。我は浮草 根無し草 明日の命を誰が知ろう。いざ高らかに唱わんかな神奈川大学宮面ヶ丘寮歌」 と口上を述べた後に歌う。かつて宮面ヶ丘（現在のグランドの向こうの丘陵）に建っていた宮面寮寮生の歌。選手を送り出す際に円陣を組んで日本酒を回し飲みしながら斉唱していた。応援団が歌う際には、絶叫を伴わずに（メロディに従って）歌う。
駅伝応援歌『箱根の山』（「滝廉太郎作曲の『箱根八里』の替え歌）
作詞：鳥居枕、作曲：滝蓮太郎、岩河三郎。歌の前に口上があり「臥竜こうだ（行蛇？）の夢破れ、巨頭逆巻く太平洋、黒雲天に漲れど、魏臥天を突き、風雪に耐え、寒暖に耐え抜く、箱根の山、空に輝く陽を浴びて、宮面ヶ丘に我ら立つ、若き吾等が團員の狂い猛し舞う前に、意気打ち添ふる敵は無し、いざ高らかに唱わんかな貴やか（あてやか）に舞わんかな、神奈川大学名物、箱根の山」の口上の後、「箱根の山は天下の瞼〜」と歌う。
『神奈川大学應援團 團歌』
作詞：神奈川大学應援團、作曲：永井建子『元冠』。軍歌『元寇 (軍歌)』（1892年）の替え歌。
『横浜學生應援團連盟歌』
作詞・作曲：横浜學生應援團連盟。

## 組織
学校法人神奈川大学が運営する各教育機関は、大学とそれを頂点とする附属学校などの関係はなく、あくまで同一学校法人が運営する独立した学校の集合体という形態をとっている。
- 例 : 神奈川大学附属中・高等学校は「高等教育機関が保有する附属学校」ではなく、学校法人神奈川大学における「附属」の学校としての中・高等学校である。

### 神奈川大学

#### 学部
- 法学部
  - 法律学科
    - 法律職コース
    - ビジネス法コース
    - 現代社会コース

  - 自治行政学科
  - 1929年 専門学校令による横濱専門学校（法学科）が礎。昭和40年（1965年）4月に発足。当時、神奈川県下の大学では唯一の法学部であった。研究紀要『神奈川法学』。
  - 1995年 自治行政学科を設置。
  - 2004年 「地方自治センター」を設置。
- 経済学部
  - 経済学科
    - 現代経済専攻
      - 福祉・環境・公共政策コース
      - 市場・企業・産業コース
      - 国際経済・社会コース

    - 経済分析専攻
      - 政策分析コース
      - データ分析コース

  - 経済データ分析学科（2026年度開設予定）
  - 現代ビジネス学科
    - 貿易・国際ビジネスコース
    - 経営・マーケティングコース
    - 企業・会計コース

  - 1929年 専門学校令による横濱専門学校（商業理財科）が礎。研究紀要『商経論叢』。
- 経営学部
  - 国際経営学科
- 国際日本学部
  - 日本文化学科
  - 歴史民俗学科
  - 国際文化交流学科
    - 文化交流コース
    - 観光文化コース
    - 言語・メディアコース
    - 国際日本学コース
- 外国語学部
  - 英語英文学科
    - IESプログラム
      - 言語コミュニケーション・英語教育コース
      - 英語圏文学・文化コース

    - GECプログラム

  - 中国語学科
    - 言語コース
    - 社会文化コース

  - スペイン語学科
    - 言語文化コース
    - 地域文化コース
- 人間科学部
  - 人間科学科
    - 心理発達コース
    - スポーツ健康コース
    - 人間社会コース
- 理学部
  - 理学科
    - 数学コース
    - 物理コース
    - 化学コース
    - 生物コース
    - 地球環境科学コース
    - 総合理学コース

  - 情報科学科 (～2022年度入学者まで)
  - 化学科  (～2022年度入学者まで)
  - 生物科学科  (～2022年度入学者まで)
  - 数理・物理学科  (～2022年度入学者まで)
    - 数理コース
    - 物理コース

  - 総合理学プログラム (～2022年度入学者まで)
学科ではなく、理学部各学科にまたがる課程である。この課程では入学時の所属学科を決定せず、3年次で所属学科を決定する。
- 工学部
  - 機械工学科
  - 電気電子情報工学科
  - 物質生命化学科  (～2022年度入学者まで)
  - 情報システム創成学科  (～2022年度入学者まで)
  - 経営工学科
  - 応用物理学科
  - 総合工学プログラム (～2022年度入学者まで)
学科ではなく、工学部各学科にまたがる課程である。この課程では入学時の所属学科を決定せず、3年次で所属学科を決定する。
- 化学生命学部
  - 応用化学科
    - 応用化学コース
    - 環境生活科学コース

  - 生命機能学科
    - 環境生活科学コース
    - 生命機能学コース
- 情報学部
  - 計算機科学科
  - システム数理学科
  - 先端情報領域プログラム
学科ではなく、情報学部各学科にまたがる課程である。この課程では入学時の所属学科を決定せず、3年次で所属学科を決定する。
- 建築学部
  - 建築学科
    - 建築学系
      - 構造コース
      - 環境コース
      - デザインコース

    - 都市生活学系
      - デザインコース
      - 住生活創造コース
      - まち再生コース

  - 2022年4月より工学部建築学科より分離[32]。

#### 研究科
- 法学研究科（博士前期課程・博士後期課程）
  - 法律学専攻
- 法務研究科（専門職学位課程）
  - 法務専攻
- 経済学研究科（博士前期課程・博士後期課程）
  - 経済学専攻
- 経営学研究科（博士前期課程・博士後期課程）
  - 国際経営専攻
- 人文学研究科（博士前期課程・博士後期課程）
  - 欧米言語文化専攻
  - 中国言語文化専攻
  - 日本文化専攻
- 人間科学研究科（博士前期課程・博士後期課程）
  - 人間科学専攻
    - 人間科学研究領域
    - 臨床心理学研究領域
- 理学研究科（博士前期課程・博士後期課程）
  - 理学専攻
    - 数学領域
    - 化学領域
    - 物理学領域
    - 情報科学領域
    - 生物科学領域
- 工学研究科（博士前期課程・博士後期課程）
  - 工学専攻
    - 機械工学領域
    - 電気電子情報工学領域
    - 応用化学領域
    - 情報システム創成領域
    - 経営工学領域
    - 応用物理学領域
    - 生命機能工学領域

  - 建築学専攻
- 歴史民俗資料学研究科（博士前期課程・博士後期課程）
  - 歴史民俗資料学専攻

日本で唯一の研究科である。第16代日銀総裁、民俗学者でもあった澁澤敬三が1921年に創立したアチック・ミューゼアム・ソサエティが母体。

### 附属学校
全施設が中山キャンパス (神奈川県横浜市緑区台村町800) に所在。現行の法人体制としては唯一の新設校。

### エクステンションセンター
- KUポートスクエア

みなとみらいキャンパス内に所在。

### 短期大学部（廃止)
詳細は
短期大学部は2002年度に廃止された。

### 資格教育課程
神奈川大学では以下の資格教育課程を設置している。
- 教職課程-「教育職員免許法」に基づく中学校および高等学校の教育職員養成
- 社会教育課程-社会教育主事になるための資格が得られる。
- 学芸員課程-「博物館法」に基づいた学芸員養成
- 日本語教員養成課程-日本語教員の養成課程

### 付属機関
- 研究所
- 図書館

#### 研究所
| 研究所一覧         | 拠点                   |
| ------------------ | ---------------------- |
| 法学研究所         | 横浜キャンパス         |
| 経済貿易研究所     | 横浜キャンパス         |
| 国際経営研究所     | みなとみらいキャンパス |
| 人文学研究所       | みなとみらいキャンパス |
| 言語研究センター   | みなとみらいキャンパス |
| 総合理学研究所     | 横浜キャンパス         |
| 工学研究所         | 横浜キャンパス         |
| 日本常民文化研究所 | 横浜キャンパス         |
| アジア研究センター | 横浜キャンパス         |
| 人間科学研究所     | 横浜キャンパス         |
| 建築学研究所       | 横浜キャンパス         |
| 情報学研究所       | 横浜キャンパス         |
| 海とみなと研究所   | みなとみらいキャンパス |

#### 日本常民文化研究所
日本常民文化研究所は、渋沢敬三が1921年に創立し、食客として宮本常一等が活動したアチック・ミューゼアム・ソサエティを母体として設立された研究所。1982年に神奈川大学の附属機関となった。日本の民衆文化や市井の生活を調査分析する研究機関として民俗学の研究家の間では高い評価を受けている。
国際常民文化研究機構
国際常民文化研究機構は、神奈川大学日本常民文化研究所を母体にして、文部科学省「平成21年度人文学及び社会科学における共同研究拠点の整備の推進事業」（現「特色ある共同研究拠点の整備の推進事業」）で認定され、2009年8月3日発足した共同研究拠点。グローバル化した国際社会にあって、等身大の生活文化を総合的に調査・研究・分析する方法論の確立を目指し、多文化共生の道を探る。

#### プロジェクト研究所
世界及び地域に貢献する教育・研究を推進するために、本学では各種研究のプロジェクトチームを結成。
- プロジェクト研究所

| 研究所一覧 | 拠点                   |
| 光機能性材料研究所 山口和夫 (化学者)理学部・教授 2008.10.1 - 2017.3.31 延長2019.3.31（10年6ヶ月）                           | 湘南ひらつかキャンパス |
| 天然医薬リード探索研究所 上村大輔特別招聘教授 2011.4.1 - 2017.3.31 延長2018.9.31（8年間）神奈川大学天然医薬リード探索研究所 | 湘南ひらつかキャンパス |
| プログラミング科学研究所 木下佳樹理学部・教授 2013.6.1 - 2018.9.31（5年間10ケ月）神奈川大学プログラミング科学研究所         | 湘南ひらつかキャンパス |
| マルチモーダル研究所 斎田真也人間科学部・教授 2014.4.1 - 2019.3.31（5年間）神奈川大学マルチモーダル研究所                   | 横浜キャンパス         |
| 光合成水素生産研究所 井上和仁理学部・教授 2008.4.1 - 2017.3.31 延長2018.3.31（10年間)                                       | 湘南ひらつかキャンパス |
| グローカル環境政策研究所 日野晶也理学部・教授 2012.4.1 - 2017.3.31（5年間）                                                 | 湘南ひらつかキャンパス |

#### 図書館
神奈川大学の図書館は横浜キャンパスに横浜図書館が、湘南ひらつかキャンパスに平塚図書館が設置されている。2010年4月時点で、横浜図書館には約100万冊、平塚図書館には約18万冊の蔵書が存在している。互いの図書館の書籍を借りることもできる。
- また、横浜図書館には金融関係を主にした約2,400冊から構成される「山口文庫」が存在しており、現代の日本では他の大学図書館にはあまり存在していないフランスの原典が含まれている。
- 神奈川大学横浜図書館には徳川光圀編『舜水先生文集』（正徳5年（1715年）、朱舜水研究の最重要文献）が所蔵されている。
- 『絅斎先生文集』（乙本）浅見絅斎（朱子学者山崎闇斎の弟子、崎門学三傑の一）著 天明元年(1781年)も貴重資料として所蔵されている[35]。尚、浅見絅斎主著の『靖献遺言』の内容は中国の忠臣屈原、諸葛孔明、陶潜、顔真卿、文天祥、謝枋得、劉因及び方孝孺の8人（8人の共通点は、正統の王朝に忠義を尽くし、その王朝の敵対者には徹底的に抵抗し、特に後4人は、自分の栄達、生命、家族を全て捨ててまで反抗している事）の評伝である。
- パリ・コミューン／カリカチュア （史上初のプロレタリアート独裁による自治政府を宣言した1871年のパリのコミューン(La Commune de Paris 1871))関連資料コレクションも所蔵されている。
- 西欧における日本研究貴重資料としてアルノルドゥス・モンタヌス(Arnoldus Montanus, 1625?-1683)の『オランダ東インド会社遣日使節紀行』(1669年)初版、エンゲルベルト・ケンペル(Engelbert Kampfer,1651-1716)『廻国奇観』(1712年)初版、カール・ツンベルク(Carl Peter Thunberg,1743-1828)『日本植物誌』(1784年)初版、エメ・アンベール(Aime Humbert,1819-1910)の『幕末日本図絵』(1870年)初版等も所蔵。[36]

#### 神奈川大学学術機関リポジトリ
正式名称は神奈川大学学術機関リポジトリ。学内の教育成果や研究結果、研究論文などを電子化し、まとめた上で学外へ広く発信することを目的としており、2008年度頃から本格的に機能している。国立情報学研究所委託事業・次世代学術コンテンツ基盤の共同構築にも採択されている。学術雑誌の購読数の減少、それによって研究者が各々必要とする学位論文を読むことが困難になった現状、文部科学省「科学技術・学術審議会学術分科会、研究環境基盤部会、学術情報基盤作業部会」の報告などを背景として設立された。登録された教育成果や研究結果、研究論文等(同機関内では「知的生産物」と総称)は、Google、JAIRO、OAIster（ミシガン大学電子資料ポータルサイト）などから検索可能となっており、インターネット環境下の全ての人間を対象とした情報の無償公開を行っている。
登録されたデータはより多くの研究者達の目に留まりやすくなり、自らの研究結果を広範囲に発信できるほか、知の発信による社会貢献責務のある大学にとっても有意義なシステムであるとしている。
登録データは、それぞれ学術雑誌論文、学位論文、紀要、研究調査報告書、学会発表資料、レポート、プレプリント、図書、貴重書、教育資料、その他の合計11に分類される。

#### 神奈川大学デジタルアーカイブ
2012年度より神奈川大学の日本常民文化研究所、大学資料編纂室の所蔵・収集資料、非文字資料研究センター、図書館等の諸機関が所蔵する歴史・民俗資料、学術資料、研究成果の公開と保存管理のために構築。大学史資料もデータ化されている。

#### 雑誌
- 『神奈川大学評論』1987年に創刊。社会、歴史、政治、生命、思想、ジェンダー、世界情勢、記憶、未来等の“アカデミック・ジャーナリズム”をコンセプトとする雑誌。第69号ではグローバル世界と中東の民主化運動「ジャスミン革命」を特集。
- 『横専學報』
- 『神奈川大學通信』
- 『神奈川大學通信JINDAISTYLE』
- 『COLORS』

### 学会
- 神奈川大学法学会 研究紀要『神奈川法学』
- 神奈川大学経済学会 研究紀要『商経論叢』
- 神奈川大学人文学会 学会誌『人文研究』
- 神奈川大学国際経営学会

### 研究

#### 21世紀COEプログラム
21世紀COEプログラムは以下が採択されている。
- 採択1件
- 2003年

学際・複合・新領域
人類文化研究のための非文字資料の体系化

#### 文部科学省支援 研究プロジェクト
- 「太陽光活用を基盤とするグリーン／ライフイノベーション創出技術研究拠点の形成」

文部科学省「平成24年度私立大学戦略的研究基盤形成支援事業」
平成24年度 - 28年度（5年間）
事業規模総額約4億5千万円
- 「高度に秩序化された無機ナノ構造体と精密構造有機高分子との融合による高機能性材料の創製」

文部科学省「平成25年度私立大学戦略的研究基盤形成支援事業」
採択年：平成25年度から平成29年度（5年間）
工学部・理学部
事業規模総額 約4億円

#### 私立大学学術研究高度化推進事業
私立大学学術研究高度化推進事業は文部科学省が平成8年度（1996年）から平成19年度（2007年）まで行っていた大型事業、私立大学に重点的かつ総合的な支援を行い、私立大学における研究基盤の整備および研究機能の高度化を図ることを目的としていた。
- 学術フロンティア推進事業
  - 神奈川大学TEDCOMプロジェクト[2000-2005]「地震・台風災害の制御・低減を目的とした制振・免振デバイ スの開発ならびに損傷制御設計方に関する研究」と、「横浜市産学共同研究セン ター」を研究拠点とした産官学共同研究プロジェクト「建築物における地震・台風防 災に関する研究－制振・免振装置の評価・開発－」の2本の柱で神奈川大学横浜キャンパス1号館と23号館の強震観測、研究テーマ1：制振・免震デバイスの性能確認実験・開発、研究テーマ2：実建築物の挙動観測、研究テーマ3：地震・台風応答シミュレーション、研究テーマ4：損傷制御型設計法[37]
  - 機能物質創製を目指す化学空間の設計と制御 [2006年度 - 2010年度]様々な「高次構造」と「化学空間」をもつナノ集合体（機能物質）の「空間とその機能」という観点から系統的な研究に取り組み、生体における高度な機能発現機構に学びながら、環境に優しい新しい機能を発現するために「化学空間」が持つべき必要条件を探り化学空間設計の方法論を確立し、新規機能物質を創製することを目的
  - 災害リスク軽減を目的としたソフト・ハード融合型リスクマネジメントシステムの構築に関する研究[2005年度 - 2009年度]自然現象の予測評価の問題と社会システムの現況評価の問題への配分によってリスクを評価し、効率的に防災性を高め災害軽減化を図る必要がある。そのためには、リスク評価による適切なマネージメントが重要となる。ハードとソフトの防災対策を視野に入れて、これらを統合化する技術を開発することを目的[38]
- ハイテク・リサーチ・センター整備事業プロジェクト[39]
  - チップ上に広がる人間環境系を支える知能集積技術[2004年度 - 2008年度]
  - 高度機能を持つ分子・生物ホトニクスの基盤技術開発とその展開[2007年度 - 2009年度]
  - 新しいエネルギー変換・高密度エネルギー蓄積材料および環境クリーン化プロセス技術の開発[2001年度 - 2005年度]

#### 特色ある共同研究拠点の整備の推進事業
文部科学省公募「平成21年度人文学及び社会科学における共同研究拠点の整備の推進事業」（平成22年度から「特色ある共同研究拠点の整備の推進事業」）* * 日本常民文化研究所「国際常民文化研究機構」（共同研究拠点の代表者：経済学部教授・日本常民文化研究所長 佐野賢治）が共同研究拠点として採択
平成25年度まで活動

## 学生生活

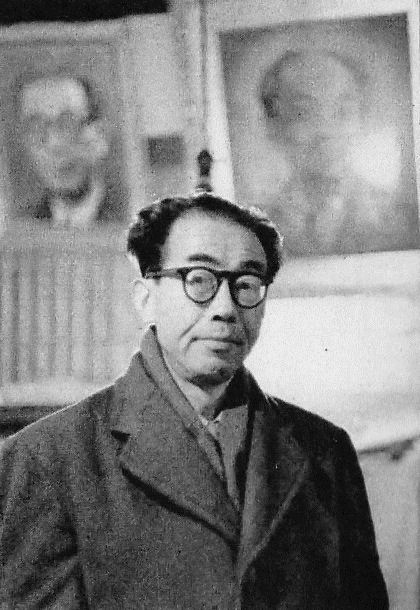
横濱専門学校草創期に社会政策の講師に就任した風早八十二。日本を代表するマルクス主義法学者。1932年 - 1935年治安維持法違反で検挙入獄。1938年には一転して近衛文麿の最高政治幕僚組織「昭和研究会」に参加。「之を右翼というも可、左翼というも可なり、所謂右翼は国体の衣を着けたる共産主義者（近衛上奏文）」として、彼の生産力理論は大政翼賛会創設の推進力となる。

### 横濱専門学校時代（戦前・戦中）
- 横濱専門学校（神奈川大学）は、校長が治安維持法の父とも言える思想検事系列の検事総長等を歴任する林頼三郎であり、1930年に配属将校鈴木辰之助大佐（太平洋戦争末期の1944年にレイテ島にて玉砕）が着任。岩佐俊少将、配属将校磯田泰大佐、配属将校佐分利大佐、配属将校正木兼三大佐、配属将校教練科教官成瀬懿光少佐、前述の英語教授で陸軍の通訳士官だった江本茂夫元中佐などの軍人の関係者も多くおり、軍事教練等で軍隊式規律を教えていたので蛮カラ（バンカラ）な校風でもあった（現在の神奈川大学應援指導部〈應援團〉はその流れを汲んでいる。ただし、1980年代に應援團が新左翼学生の自治会と対立し、新左翼学生は右翼化を嫌い應援團を禁止した為、現在の應援團の活動は低調〈チアリーディング部は盛況〉）。一方で横浜のジャズ文化の影響から実は「ハイカラ」な校風も併せ持つとされる。
- 多くの人材を輩出し1934年の第一回給費生となった増田猛夫は総代で卒業。伊藤忠商事入社後に同社副社長、伊藤忠燃料の社長会長を務め、1937年入学の占部都美は卒業後東京商科大学を経て神戸大学教授となり、戦後日本の経営学の先頭と評されている。
- 1938年に国家総動員法が公布され、横濱専門学校でも国民翼賛体制の確立の一環として、1941年に横濱専門学校報国団が結成され団長に林頼三郎校長が、副団長には米田吉盛が就任した。
- 太平洋戦争の戦局が悪化する中、日本政府は1943年10月2日に「在学徴収延期臨時特例」を交付して学生の徴兵猶予を停止し「教育ニ関スル戦時非常措置方策」を閣議決定し、文科系学生は20歳で徴兵対象となった。横濱専門学校でも1943年11月19日に出陣学徒壮行会が行われた。

### 横濱専門学校時代（戦後）
- 横濱専門学校（神奈川大学）は東京専門学校（早稲田大学）を意識していた風潮があり、横専対東専と称して対抗していた。伝統的には風早八十二（マルクス主義法学者）、美濃部亮吉（マルクス経済学者）等が草創期の講師であり、夜間（II部）に勤労学生が通っていた事から自然に左翼化する土壌があった（米田吉盛は、思想の左右を問わず教員を集めていたようである）。
- 当時の学生達は横浜伊勢佐木町（通称「ザキ」）に繰り出したり、伊勢佐木町での大学祭前夜祭仮装行列などの行事を実施したりしていた。

### 全学連運動
1960年代後半、世界的なベトナム反戦運動等の社会運動の潮流は神奈川大学にも及び、神奈川大学の学生運動は全学自治会を社青同解放派が掌握した。神奈川大学は、1970年代に塩川喜信（トロツキスト、全学連運動中期、元全日本学生自治会総連合（全学連）委員長、東大農学部助手）が神奈川大経済学部非常勤講師であったなど、新左翼の影響を受け、藤本陽一、北條秀輝全学連委員長などを輩出するマルクス主義の復権を目指す社青同解放派全学連の最大拠点校の一つであった。神奈川大学の学生運動は、解放派の拠点としては東京大学や法政大学と比べて約10年遅く、1968年-1970年代の反戦争青年委員会活動からであり新左翼解放派、極右民族派共に東京大学の思想の流入、影響を受けているのが特徴である。
- 1968年1月 アメリカ海軍原子力空母エンタープライズ (CVN-65)寄港阻止支援カンパ問題（佐世保エンタープライズ寄港阻止闘争）から学生運動が起こり、教授団と学生が討論会を開く。
- 1968年2月 米田吉盛学長「学生諸君が指摘した事は首肯に値するものがあり、学生諸君の純心な心情を察知するに十全でなかった事、最終責任者としての責任、これらの責任を痛感する」とする学長声明を発表して学長を辞任。
- 1971年9月 全国社青同再建大会が神奈川大学において開催される。
- 1973年5月、6月川口大三郎事件を切っ掛けに、解放派はブントと共にWAC（早大行動委員会）に助太刀する。早稲田大学で革マル派全国部隊を3度にわたり粉砕。
- 1973年 9月14日、15日 深夜、新学期の直前、早稲田解放闘争（第3次早大闘争）の継続を恐れた早稲田大学生等の革マル派150名が「九・一五ミッドウェイ (空母) (USS Midway, CVB/CVA/CV-41) 横須賀母港化反対闘争」の為に神奈川大学3号館と宮面寮に泊り込んでいた解放派部隊約50人に4時間にわたり夜襲をかける。この結果、解放派部隊のほとんどが入院という大きな打撃を受け、反撃され捕縛された革マル派レポ東京大学生・金築寛（23歳）と元国際基督教大学生・清水徹志計2名が死亡（神大内ゲバ殺人事件）。この事件で解放派を指揮していた北條秀輝全学連委員長、永井啓之幹部（東大教育中退、革労協狭間派ナンバー2、革労協元幹部内ゲバ殺人事件で死亡）が指名手配される。
- 当時の内ゲバ事件の目撃者には当時学生の歌手浜田省吾（法学部・中退）もいた。火炎瓶が飛び交い、傷ついた学生達がキャンパス内に転がり、多くの死傷者を出した暴動を朝まで見続け「もうすべてが終わった」と実感したという。なお、浜田省吾は後に楽曲『遠くへー1973年・春・20才』で歌っている。
- 1974年 横浜国大内ゲバ殺人事件では神奈川大学の学生が中核派らに鉄パイプ、バールで殴打され内ゲバの被害者になっている（立花隆著『中核vs革マル』）。
- 1970年代後半、学費値上げ阻止闘争の大衆団交で「学生運動初、値上げ決定後に白紙撤回」を勝ちとった。このため公立大学より学費が安い事態（法学部1978入学で年額￥160,000程度）となり、大学は破産に瀕して潰れかけた。その後、1980年代初め頃から学費は新入学ごとに毎年ほぼ倍増ペースで値上がりし、「学費なら早慶にも負けない（当時の在学生の常套句）」ほどになり、たちまち立派な図書館が建ち、以前の古ボケた小規模な図書館しか知らないOB達を驚かせた。

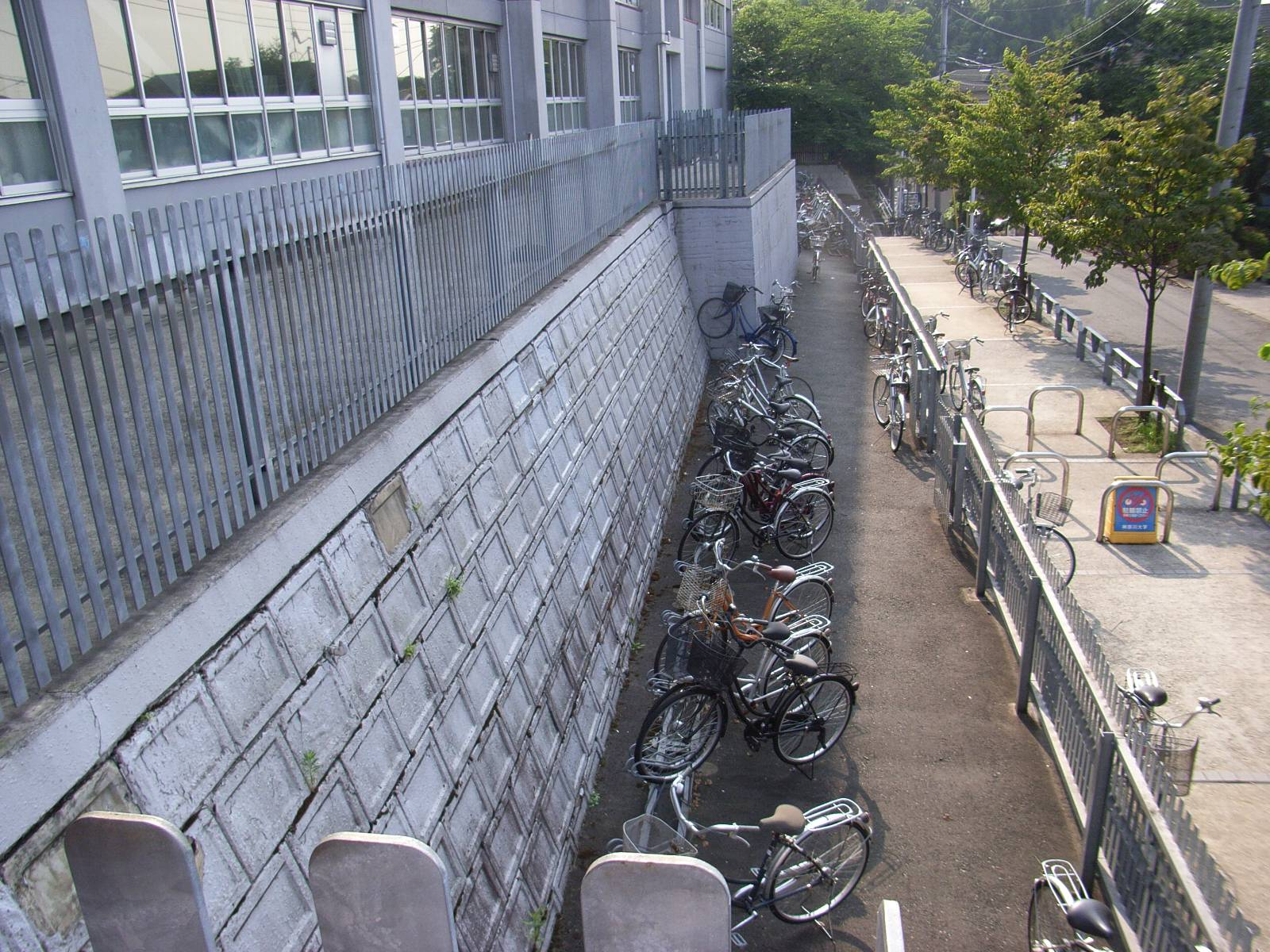
1970 - 1980年代のサークル長屋は駐輪場と歩道になっている

- - 8号館2階…II部（夜間部）自治会「学友会」が入居。ノンセンクトで「黒ヘル」。機関紙『夜の戦線』。
  - 6号館横…通称「サークル長屋」は、右の写真の駐輪場の半分ぐらいから歩道いっぱいほどの奥行で道路に沿って数10メートル続いていた木造の2階建て、というか掘っ立て小屋に毛が生えたようなものだった。うなぎの寝床の90°角度違い版といった感で横に細長く奥行きのない違法建築の見本のような建物で、各部室は薄い壁を隔て隣室と連なり、間口せいぜい2〜3メートルほど、奥行は前述のとおり3メートル足らず、部員たちは膝を突きあわせるようにして集まった。写真では6号館と柵が隣接して見えるが1メートル以上離れていて、当時は非常にいい加減な柵が所々に立っており、危なっかしい橋が上階の各部室の入り口の前に架けてあった。ジメジメした下階の部室には、数ヶ所あった塀沿いの急な階段を下りて行った。写真研究部、社会科学研究会（民主青年同盟・民青）、中国研究会（毛沢東派）、エスペラント研究会、II部劇団、EDPS研究会など、2ケタ以上のサークルが蝟集していた。
  - 7号館地下…解放派系の全学自治会の大学祭実行委員会
  - 3号館地下…II部自治会「学友会」の仕切る分裂大学祭実行委員会
  - 3号館ワキ…II部学生のサークル連絡会議や音楽系サークルのボックス
  - 10号館地下&2階…解放派の拠点。「全学自治会」「社会思想研究会」「新聞会」「部落解放研究会」等が入居。薄暗い。政治スローガンが廊下の壁にペンキで大書され、ビラが無数に貼られていた。
  - 23号館周辺…学生法学会
  - 19号館…神奈川大学生活協同組合
- 1981年 狭間派と労対派の分裂により、執行部は狭間派が握るが、通称：4.20グループら学内多数派が滝口弘人（東大教育編入・労対派）らのグループにつくことで弱体化。
- 1987年頃、朝鮮系カルトの偽装サークルが公然と大学に介入しようとし、また学内で自治会の学生運動を潰そうとする。それに反発し阻止。久々の機動隊出動。
- 1996年 内ゲバ殺人事件に絡む機動隊の強制突入により全学自治会は解体された。

### 民族派

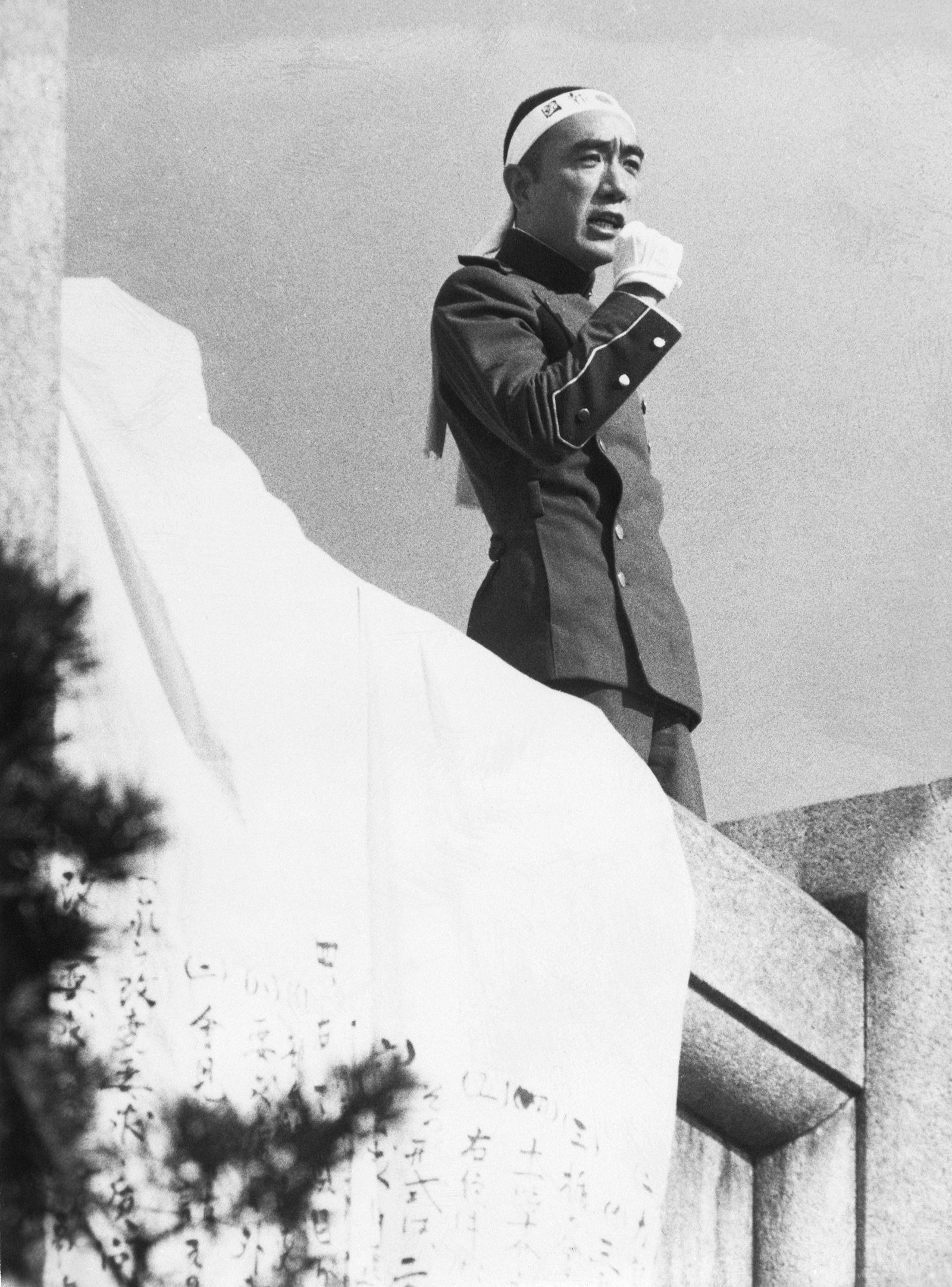
神奈川大学の民族派学生に影響を与え、民兵組織楯の会を組織した三島由紀夫。小説家・劇作家・随筆家・評論家・政治活動家・皇国主義者。1970年に三島事件で自決。

一方、極右民族派としては「全国学生自治体連絡協議会」（全国学協）に参加し、1970年に三島由紀夫(東大法卒・
小説家・劇作家・随筆家・評論家・政治活動家・皇国主義者）と共に三島事件を起こし、戦後日本の在り方に疑問を持ち、日本建国の精神・源流を取り戻し、GHQ（アメリカ合衆国）から押しつけられた憲法改正のため自衛隊の決起（クーデター）を呼びかけた「楯の会」の伊藤邦典（1期生）、古賀浩靖（2期生、法学部）、小賀正義（2期生、工学部）、田村司（4期生）、向井敏純（4期生）らもいた。古賀浩靖は神奈川大学法学部に改憲論者の教授（黒田覚か？）が居た為に入学を決めたという。神奈川大学は民族派学生の拠点校でもあった。

### その後
- 自治会は前述の1996年に過激派（解放派）による國學院大學横浜たまプラーザキャンパスで起こった革マル派学生への内ゲバ殺人事件に絡む機動隊の強制突入により、全学自治会が大学内から追放されて以来、大学によって結成を禁止されている。
  - そのため、現在部活・サークルを統括する団体は体育系の部活が所属する体育会本部のみ存在する。
- 六角橋商店街では4月の第3土曜日に「神大ナイト」と称した、神奈川大学の学生によるイベントが行われていたことがある。
- 湘南ひらつかキャンパスでは1997年 - 2007年に、後述の平塚祭の他、障害者を招待して毎年3月に「交流祭」を開催していた。

### 部活動・クラブ活動・サークル活動

#### 文化連合会
- 神大フェスタ実行委員会、みなとみらい祭実行委員会、平塚祭実行委員会（2022年度まで）-全学自治会がない神奈川大学では学園祭の実行委員会が存在する。
- 神奈川大学吹奏楽部は1938年に創部。1963年以降、全日本吹奏楽コンクール大学の部で金賞を29回（2017年時）受賞している。神奈川大学吹奏楽部の演奏を収録したCDも一般のレコード店で販売されている。海外での活動も行っており全米吹奏楽指導者協会のクリニックに招待されているほか欧州を舞台に公演実績を持っている。毎年、横浜で開催される「ザよこはまパレード」にマーチングバンドとして参加している。
- 神奈川大学管弦楽団は1975年に創立された神奈川大学弦楽合奏団を前身とするオーケストラ。1995年より常任指揮者に松岡究。毎年、6月、12月に神奈川県立音楽堂、神奈川県民ホール、藤沢市民会館大ホール、平塚市民センター、鎌倉芸術館大ホール等で定期演奏会開催。近年のアンコールにはグスターヴ・ホルスト組曲「惑星 (組曲)」より木星の演奏が定番[40]。
- 神奈川大学ポピュラー音楽部、軽音サークルN.M.Kからは9mm Parabellum Bullet等のバンドが卒業している。
- 神奈川大学男声合唱団「フロイデコール」、「マンドリンアンサンブル」、「ジャズ研究所」、「ジャズ研究会」、ビッグバンドジャズ「カレッヂサウンズオーケストラ」、混声合唱団「クールアンジェ」、「ギターアンサンブル部」等音楽系部活動も盛んである。
- 神奈川大学ワンダーフォーゲル部、アドベンチャークラブ、 内燃機関部（バイク部）、バイクツーリング部、サイクリング愛好会等アウトドアの歴史ある部活もある。1998年11月「神奈川大学アドベンチャークラブ」が「もう一つの箱根駅伝」と称しゴミ拾いと襷リレー方式のウォーキング活動を行う。2006年より複数の大学が参加するイベント「東京箱根間ゴミ拾い駅伝」となり毎年開催されている。
- 神奈川大学「学生フォーミュラプロジェクトKURAFT」は神奈川大学工学研究科機械工学科機械力学研究室と電子情報学科パワーメカトロニクス(現:電気電子情報工学科)研究室のメンバーを中心に2013年10月に発足、全日本学生フォーミュラ大会に参戦している。尚、神奈川大学工学部OBにはホンダの元フォーミュラ1レース開発総責任者・総監督保坂武文がいる[41]。
- 神奈川大学落語研究会 今はない。山本文緒が所属していたという。
- 神奈川大学演劇部、劇団「はこぶね」「雨ん坊」等も活動中。
- 神奈川大学英語研究部（ESS(English Studying Society)）は創部70年を誇る。かつてシェークスピア英語演劇活動が存在していた。
- 神奈川大学漫画研究部 神大フェスタ内でイラスト展示、似顔絵を企画。尚、漫画研究部OBには『エルフェンリート』作者岡本倫がいる。
- 神奈川大学プロレス研究会(KUWF) 尚、神奈川大学出身のプロレスラーに蝶野正洋（殆ど通学せず中退）。
- 神奈川大学写真研究部 神大フェスタ期間中に展示会を企画。市大・国大・関東とともに「横浜4大学写真展」を毎年末に開催。
- 神奈川大学横浜蒼碧法律会－大学公認の法律勉強サークルである。神奈川大学法学会の支援により2009年には企業法務に関して理解を深める為の講演会を開催した。
- フラメンコ部 「LOS GATOSロス・ガトス」ヨコハマ大学まつり等で舞踊を披露。尚、スペイン語学科OGにはフラメンコ舞踊家阿藤久子がいる。
- 競技ダンス部「神奈川大学舞踏研究部（All Kanagawa Univ. Dance Club）」は鶴見大学競技ダンス部と提携。

#### 文化系公認・準公認サークル等
- 神奈川大学にはストリートダンスサークル「J.D.C」「Dai-M」等ダンス系サークルが存在する。尚、神奈川大学にはダンス修業時代の眞木大輔が在籍していた。
- アコースティックギター部「フォークス」、アカペラサークル「JACK」等
- 神奈川大学格闘ゲームサークル「KFGC」が運営母体となり、2015年には「日本eスポーツ学生連盟」が発足。

#### スポーツ・体育会
- 陸上競技部駅伝チームは東京箱根間往復大学駅伝競走（箱根駅伝）に第15番目の参加校（横浜の大学で最古参）として1936年に横濱専門学校時代から参加し、2019年まで連続24回・通算50回以上出場し以下の実績を残している。詳細は「神奈川大学陸上競技部駅伝ブロック」を参照。
  - 1997年 第73回東京箱根間往復大学駅伝競走　総合優勝（兼：往路優勝）前年の途中棄権と予選会突破を経る史上初の快挙
  - 1998年 第74回東京箱根間往復大学駅伝競走   総合優勝（往路・復路共に優勝の完全優勝）
  - 2002年 往路優勝
  - 2005年 第81回東京箱根間往復大学駅伝競走　この大会を最後に優勝及びシード権から遠のく。
  - 2017年 第93回東京箱根間往復大学駅伝競走では、鈴木健吾が2区で区間賞を獲得し、往路6位、総合5位で11時間14分59秒となり、12年振りにシード権を獲得した。10区では危うく交通事故を免れるなどがあった。11月5日に行われた全日本大学駅伝では20年ぶり3回目の復活優勝を果たした（1996年に初優勝、1997年も連覇を果たしている）。
- 硬式野球部は神奈川大学野球連盟所属で優勝争いの常連校であり、明治神宮野球大会と全日本でも準優勝2回の実績が有る。詳細は「神奈川大学体育会硬式野球部」を参照。
- アメリカンフットボール部「アトムズ」は大学連盟の中でも強豪で健闘している。詳細は「神奈川大学アトムズ」を参照。
- ラグビー部は1986年度の全国地区対抗大学ラグビーフットボール大会で優勝した。詳細は「神奈川大学ラグビー部」を参照。
- サッカー部は、関東大学サッカーリーグに所属している。サッカー天皇杯には3回の出場がある。詳細は「神奈川大学サッカー部」を参照。
  - 1997年（平成9年）第77回天皇杯全日本サッカー選手権大会出場（初）
  - 2006年（平成18年）第86回天皇杯全日本サッカー選手権大会出場
  - 2016年（平成26年）第96回天皇杯全日本サッカー選手権大会出場
  - 2016年サッカー天皇杯では、J2町田ゼルビアを破り ジャイアントキリングを達成し、Ｊ1ジュビロ磐田と善戦するなど強豪である。また、神奈川大学・横浜FC・神奈川区共催で「親子サッカークリニック」とし小学生らにサッカーを教えるイベント等開催。2009年には㈶日本サッカー協会と神奈川大学が包括連携協定を締結。同協会が大学と包括協定を締結するのは初であり、日本サッカー協会川淵三郎名誉会長と神奈川大学中島三千男学長（当時）がそろって会見を開いた。
- 女子サッカー部 関東大学女子リーグ戦、クリスマスカップ等に参戦。2011年度には全日本大学女子サッカー選手権において悲願の初優勝。OGには、なでしこジャパンでロンドン五輪銀メダル矢野喬子、松岡実希（岡山湯郷Belle）等。詳細は「神奈川大学体育会女子サッカー部」を参照。
- 水泳部には北京五輪競泳平泳ぎ100m、200mと400mメドレーリレーの3種目で代表・種田恵（経済）などがいた。詳細は「神奈川大学体育会水泳部」を参照。
- 合気道部 全日本合気道演武大会等に出場。
- 空手道部 全日本大学空手道選手権大会、関東大学空手道選手権大会 神奈川県大学空手道選手権大会等に参戦。
- 弓道部 全日本学生弓道選手権大会、関東学生弓道選手権大会秋リーグ、神奈川県学生弓道連盟リーグ等に参戦。
- 剣道部 1933年創立。浅見絅斎の剣術筆記の文中から借用した『至剛無懼』(しごうむく)の書が道場に掛けられている。全日本学生剣道オープン大会、関東学生剣道大会等に参戦。OB会：剣友会も盛んである。
- 柔道部 OBには戦前を代表する強豪柔道家中島正行(神奈川県警)がいる。
- 硬式庭球部 関東大学テニスリーグ 等に参戦。
- ゴルフ部 関東大学リーグ等に参戦。
- 山岳部 2009年には山岳部および山岳部OBが、南極大陸最高峰ビンソン・マシフ峰（4892m)登頂、単一大学による七大陸最高峰を初踏破（セブンサミッツ）達成。山岳競技ボルダリング等に取り組んでいる。詳細は「神奈川大学体育会山岳部」を参照。
- スキー部 全日本学生スキー選手権大会（インカレ）等に参戦。
- スケート部（アイスホッケー部門）関東大学アイスホッケーリーグ戦に参戦、（スピードスケート部門）は長野県や、冬季には相模原市「銀河アリーナ」で活動、2018平昌オリンピックスピードスケート日本代表に齋藤慧選手（人間科学部4年）と、OG齋藤仁美選手が選出！
- スノーボード部「Snowy」全日本学生スノーボード協会（略称SSBA）所属 全日本学生スノーボード選手権大会参戦。
- 体操部 東日本学生体操競技グループ選手権大会、16大学対抗体操競技交流大会霜月杯等に出場。
- 卓球部 全日本大学総合卓球選手権大会等に参戦。
- テコンドー部 東京都テコンドー選手権大会等に参戦、OBにK-1選手尾崎圭司等がいる。
- トライアスロン部 カーフマンジャパンデュアスロングランプリに参戦。
- 軟式庭球部 関東学生リーグに参戦。
- 準硬式野球部 神奈川大学準硬式野球連盟に加盟。
- 軟式野球部 東都学生軟式野球リーグ戦等に参戦。
- 男子バスケットボール部 2016年関東総合バスケットボール選手権大会（オールジャパン予選）」優勝！祝！2017年第92回天皇杯全日本総合バスケットボール選手権大会（オールジャパン2017）出場決定（初）。詳細は「神奈川大学体育会バスケットボール部」を参照。
- バドミントン部 関東大学春季、秋季リーグ等に参戦。
- バレーボール部 関東大学バレーボールリーグ等に参戦。
- 女子バレーボール部 関東大学バレーボールリーグ等に参戦。
- ボクシング部 1946年創部。関東大学ボクシングリーグに参戦。OB会も盛んである。
- ボディビル部 関東学生パワーリフティング選手権大会等に出場。
- ヨット部 関東学生ヨット選手権大会、全日本学生ヨット選手権大会等に参戦 江ノ島、葉山で活動。
- 男子ラクロス部 関東学生リーグ戦に参戦。
- 女子ラクロス部 関東学生リーグ戦に参戦。
- レスリング部 東日本大学レスリングリーグ戦、天皇杯全日本レスリング選手権大会等に強豪選手を送り込みメダルを獲得している。
- 應援指導部 応援歌やノーエ節等の伝統的な演舞を箱根駅伝などで披露している。毎年11月にカレッヂ・サウンズ・オーケストラ、チアリーディング部と共に濱菊祭と称する演舞会を開催している。
- チアーリーディング部「WILDCATS」-関東チアリーディング選手権大会等に参戦。2009年には全日本学生チアリーディング選手権大会で決勝進出。2017年現在は平塚キャンパス中心に発祥の「WINGS」が活動中。

#### 公認・準公認体育系
- サーフィン部 NSA発表「2017年度強化指定選手」石川拳大選手等。
- ウインドサーフィン部
- ライフセービングクラブ-2014年には第27回全日本ライフセービング・プール選手権大会4×50ｍメドレーリレーで大島圭介選手等が日本新記録を塗り替え団体優勝等。

### 大学祭
神奈川大学では他大学が「学園祭」と呼んでいるイベントを「大学祭」と総称している。大学側としては、学年暦に含まれる祭を「大学祭」と称し、大学側公認前の祭を「学園祭」と区別していたことがある。そのため、本記事ではかつて開催されていた学園祭とは別であることを示すために節名を「大学祭」としている。後述のとおり1996年 - 1998年は横浜キャンパスでの学園祭が中止され、湘南ひらつかキャンパスのみで学園祭が行われていた。

#### 神大フェスタ
横浜キャンパスで開催されている大学祭である。
横浜キャンパスでは古くから「海神祭」（わだつみさい）の名前で学園祭を11月3日前後に開催されていたが、前述の全学自治会追放により、1996年より開催が中止されている。
その後、横浜キャンパスの学生で組織される神大フェスタ実行委員会が結成されて、1999年より学生主体のイベントとしてスタート、2005年には大学公認イベントとなった。湘南ひらつかキャンパスとの交流を考慮して、後述の平塚祭とは別日程を組んで開催されていた。
- テーマ・開催日
  - 第1回 1999年11月13日、11月14日（一般開放は14日のみ）
  - 第2回
  - 第3回 学生空間・学祭空間
  - 第4回 contact 2002年11月3日、11月4日
  - 第5回 Dear New Generation 2003年11月2日、11月3日
  - 第6回 すご!ろく2004年10月10日、10月11日
  - 第7回 Love JINDAI? 2005年11月5日、11月6日
  - 第8回 きっかけは神大生 2006年11月4日、11月5日
  - 第9回 いざ！神大 2007年11月3日、11月4日
  - 第10回 飛躍 2008年11月2日、11月3日
  - 第11回 2009年10月31日、11月1日
  - 第12回 フェスタ維新 2010年10月30日、10月31日
  - 第13回 Festart!!! 2011年10月29日、10月30日
  - 第14回 Step up☆ 2012年11月3日、11月4日
  - 第15回 15一会（いちごいちえ） 2013年11月2日、11月3日
  - 第16回 16縁筆（いろえんぴつ） 2014年11月1日、11月2日
  - 第17回 join us！ 2015年10月31日、11月1日
  - 第18回 +A 2016年10月29日、10月30日
  - 第19～23回 不明
  - 第24回 Twinkle2 2022年11月5日、11月6日
- イベント
  - 毎年人気のある恒例企画と、時代の流れに沿った新企画の二つに分けることができる。新企画の中から恒例企画に変わったものも数多い。
  - 恒例企画 神大スター決定戦、ミス＆ミスター神大コンテスト、神大バンド祭り、Fステージ、飲食店、サークル・ゼミ発表(講堂)※学部・学科発表、フリーマーケット、ウォークラリー等を実施。第8回のスタンプラリーは第18回平塚祭のスタンプラリーと連携して、両大学祭のスタンプラリーを制覇した人に対してスペシャル景品がプレゼントされた。
  - 招待芸能人
    - 第1回 清水ミチコ
    - 第2回 藤岡弘
    - 第3回 河相我聞
    - 第4回 エレキコミック・ハリガネロック・インパルス・ニブンノゴ!・ルート33
    - 第5回 アンジャッシュ（神大卒）・植松伸夫（神大卒）THE BLACK MAGES in Jindai Festa(2003年11月)
    - 第6回 ダイノジ・インスタントジョンソン
    - 第7回 ハローバイバイ・コンマニセンチ
    - 第8回 磁石
    - 第9回 ダイノジ・平成ノブシコブシ・あきげん
- マスコット(KANA☆RIN) 一見、小鹿か犬のような容姿だがカナリンという独自の種別、性別はメス、言葉を使う時に語尾に「りん」を付けて話すのが口癖。2002年に当時の地元小学生からのアイデアによる。

#### みなとみらい祭
みなとみらいキャンパス開設と共に立ち上げた大学祭、後援に（一社）横浜みなとみらい21が加わっている。第3回より神大フェスタと日程が分かれる予定。
- テーマ・開催日
  - 第1回 2021年（オンライン開催）
  - 第2回 Callenge〜未開拓の海での大航海〜 2022年11月5日、11月6日

#### 平塚祭（2022年度まで）
湘南ひらつかキャンパス開設と共に大学の協力も得て立ち上げた大学祭、湘南ひらつかキャンパス学生により結成される平塚祭実行委員会により運営、実行されていた。1992年開催の第4回まで「どんちゃん祭」と称し、1993年の第5回から平塚祭となる。2005年より大学公認となった。
1993年以降は平塚祭期間中に湘南ひらつかキャンパス卒業生・湘南ひらつかキャンパス教職員経験者を招待する「ホームカミングデー」（2008年までは「ホームカミングパーティー」と呼称）を開催していた。2009年は湘南ひらつかキャンパス開設20周年式典が開催された関係で、式典出席者を交えた懇親会が「ホームカミングデー」を兼ねて開催された。
- テーマ・開催日（どんちゃん祭）
  - 不明
- テーマ・開催日（平塚祭）
  - 第5回 - 第16回（第14回を除く）はテーマ不明
  - 第5回 1993年11月1日 - 11月3日
  - 第6回 1994年11月1日 - 11月3日
  - 第7回 1995年11月1日 - 11月3日
  - 第8回 1996年10月26日、10月27日
  - 第9回 1997年11月2日、11月3日
  - 第10回 1998年10月27日、10月28日
  - 第11回 1999年10月30日、10月31日
  - 第12回 2000年10月28日、10月29日
  - 第13回 2001年10月27日、10月28日
  - 第14回 ＠的 2002年10月26日、10月27日
  - 第15回 2003年10月25日、10月26日
  - 第16回 2004年10月30日、10月31日
  - 第17回 楽〜楽しくなければ祭じゃない！〜 2005年10月29日、10月30日
  - 第18回 輝ける華〜主役は君だ〜 2006年10月28日、10月29日
  - 第19回 君がこなきゃはじまらない！！ 2007年10月27日、10月28日
  - 第20回 広がる輪、つながる手 2008年10月25日、10月26日
  - 第21回 十人十色の未来図を 2009年10月24日、10月25日
  - 第22回 circle〜キズナ〜 2010年10月23日、10月24日
  - 第23回 Festival ZERO 2011年10月22日、10月23日
  - 第24回 祭 2012年10月27日、10月28日
  - 第25回 Ceremony 2013年10月26日、10月27日
  - 第26回 情熱大学 2014年10月25日、10月26日
  - 第27回 one step 2015年10月24日、10月25日
  - 第28回 拍手活祭！万々祭！！ 2016年10月22日、10月23日
  - 第29回 （テーマ不明）2017年10月21日、10月22日（2日目は台風21号の影響で中止）
  - 第30回 色彩2018年10月27日、10月28日
  - 第31回 挑（いどむ）2019年10月26日、10月27日
  - 第32回 2020年10月 ※新型コロナウイルスによる感染拡大防止のため中止
  - 第33回 繋ぐ 2021年10月23日、10月24日（オンライン開催）
  - 第34回 華火 2022年10月29日、10月30日
- イベント

お笑いLIVE、綱引き大会、スタンプラリー、理学部オープンラボ、子ども企画、ビンゴ大会、平塚祭花火大会等を実施
花火大会は第20回頃から開催するようになり、ビンゴ大会終了後に陸上競技場から約10分間打ち上げられていた。花火大会開催時間帯は5号館（クラブ棟）・7号館（第二クラブ棟）から3号館（体育館）エリアが立入禁止となっていた。

#### 各種コンテスト
本学が主催で各種コンテストを開催している。

### その他

#### 神奈川大学全国高校生俳句大賞『17音の青春』
1998年に神奈川大学創立70周年を記念して創設。日本の伝統的な短詩型文学「俳句」を通して、高校生、受験生に独自の感性で表現する機会を提供し、高校生文化発信に寄与することを目指す。これまでの選考委員は、宇多喜代子、大串章、金子兜太、長谷川櫂、復本一郎、黛まどか等俳壇を牽引する俳人である。日本全国の高校生からの応募がある。最優秀賞（5作品）、入選（65作品）、一句入選した作品は『17音の青春』として編集、出版される。

#### 神奈川大学「高校生理科・科学論文大賞」
上記の俳句大賞の理系版の賞として高等学校の理科教育を支援するとして2002年に創設。全国の高校生を対象に、理科・科学に関する研究や実験、観察、調査の成果についての論文を募集し、各賞（大賞・優秀賞・努力賞・指導教諭賞・団体奨励賞）を選ぶ。3月の授賞式では、受賞者の表彰のほか、受賞者による「論文発表」の場を設ける。審査委員による基調講演も実施。受賞作品集『未来の科学者との対話』を出版。

#### 神奈川大学SPIDERチャレンジ
神奈川大学工学部では、神奈川県「大学発・政策提案制度」として平成26年度から神奈川県と神奈川大学が共同で2年間、平成28年からは神奈川大学が独自主催する継続的事業として、将来を担う科学技術人材の育成を目的に中高校生を主な対象として、宇宙エレベーター実験機の製作を指導するとともに、製作試験機の競技会や成果発表会などを実施。
また2013年より神奈川大学附属中・高等学校が運営中心となる小学生及び中高生向け競技会「宇宙エレベーターロボット競技会」開催に大学としても協力しており、文部科学省後援となり第六回大会より中高生中級優勝校は「文部科学大臣賞」が与えられる。

#### 学内奨学金
- 米田吉盛教育奨学金
  - 給費生
  - 大学院給費生
  - 法科大学院給費生
  - 新入生奨学金
  - 地方出身学生支援奨学金
  - 修学支援奨学金
  - 自己実現・成長支援奨学金
  - 大学院研究・社会活動支援奨学金
  - 指定資格取得・進路支援奨学金
  - 海外活動支援奨学金
  - 外国人留学生授業料減免制度
  - 神奈川大学出身者支援奨学金
- 村橋・フロンティア奨学金
- 激励奨学金
- 神奈川大学後援会給付奨学金
- 一般社団法人神奈川大学宮陵会給付奨学金
- 一般社団法人神奈川大学宮陵会大学院給付奨学金
- 一般社団法人神奈川大学宮陵会奨学金

#### 箱根駅伝
箱根駅伝は東京〜箱根の区間で、ほぼ神奈川県を横断するスポーツイベントであり、地元の神奈川大学としては一大イベントである。全参加校の第15番目に1936年から出場し、横浜にある大学としては最古参であり、神奈川県では神大を応援するファンも多い。スタートとゴールで盛大に応援が行われる際は神大の幟を目印としている。過去には2回の総合優勝も経験している。
神大の主な応援ポイントは次の通り。
スタート地点（東京大手町読売新聞社前） 、ゴール付近京橋 - 中央通り - 日本橋 - 東京大手町読売新聞社前 、品川駅高輪口前、東神奈川駅東口、国道15号線沿い（東神奈川 - 横浜までの約2.0 km）、横浜駅東口横濱プラザホテル前、戸部駅前、保土ケ谷駅前、権太坂頂上付近、矢沢歩道橋付近、原宿交差点、遊行寺、辻堂高砂交差点 、茅ヶ崎第一中学校、 国道134号線沿い（平塚 - 小田原までの間、湘南海岸公園付近 、大磯駅前、国府津駅前大磯寄り、小田原西湘法律事務所前、箱根湯本駅前、宮ノ下温泉富士屋ホテル前等。

## 大学関係者と組織

### 大学関係者組織
同窓会は「宮陵会」（きゅうりょうかい）と称す。また、保護者組織としての後援会がある。
他大学のようにはっきりとした学閥「蒼門会？」形成は見られない（中正堅実の精神の為、公平性に鑑み学閥は形成しない？）が前述の通り、2015年警察官採用で全国4位であり、警察関係者OBの大学訪問などがある。横浜の企業、銀行、貿易系旅行系などに多少の学閥。前述の増田猛夫等東証一部上場企業等の経営者を輩出。アナウンサー等人気花形職業への就職実績もある。
- 建築学科のOBOG会は「かんな会」と称し活動している。
- 「神奈川大学フロンティアクラブ」平成9年12月、大学当局の賛同を得て設立。積極進取の精神（フロンティアスピリッツ）を維持する為の各界各分野で活躍する卒業生有志の会。
- 英国（ロンドン）、アメリカ合衆国（ロサンゼルス）、中国（上海、2011年に大連支部設置）、タイ（バンコク）在住者のOB会宮陵会もある。

## 施設

### 現在開設しているキャンパス

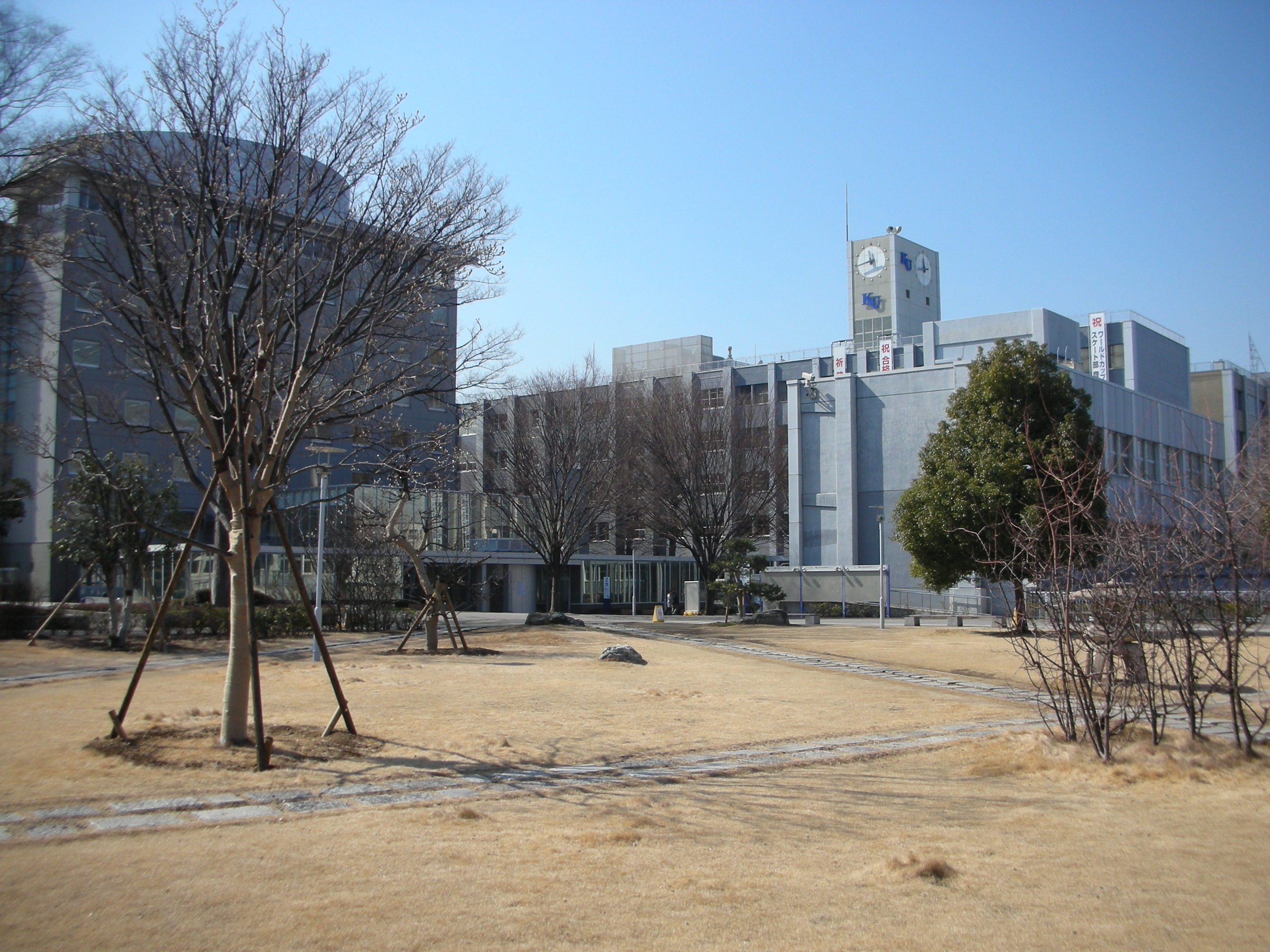
横浜キャンパス公開空地と1・8号館

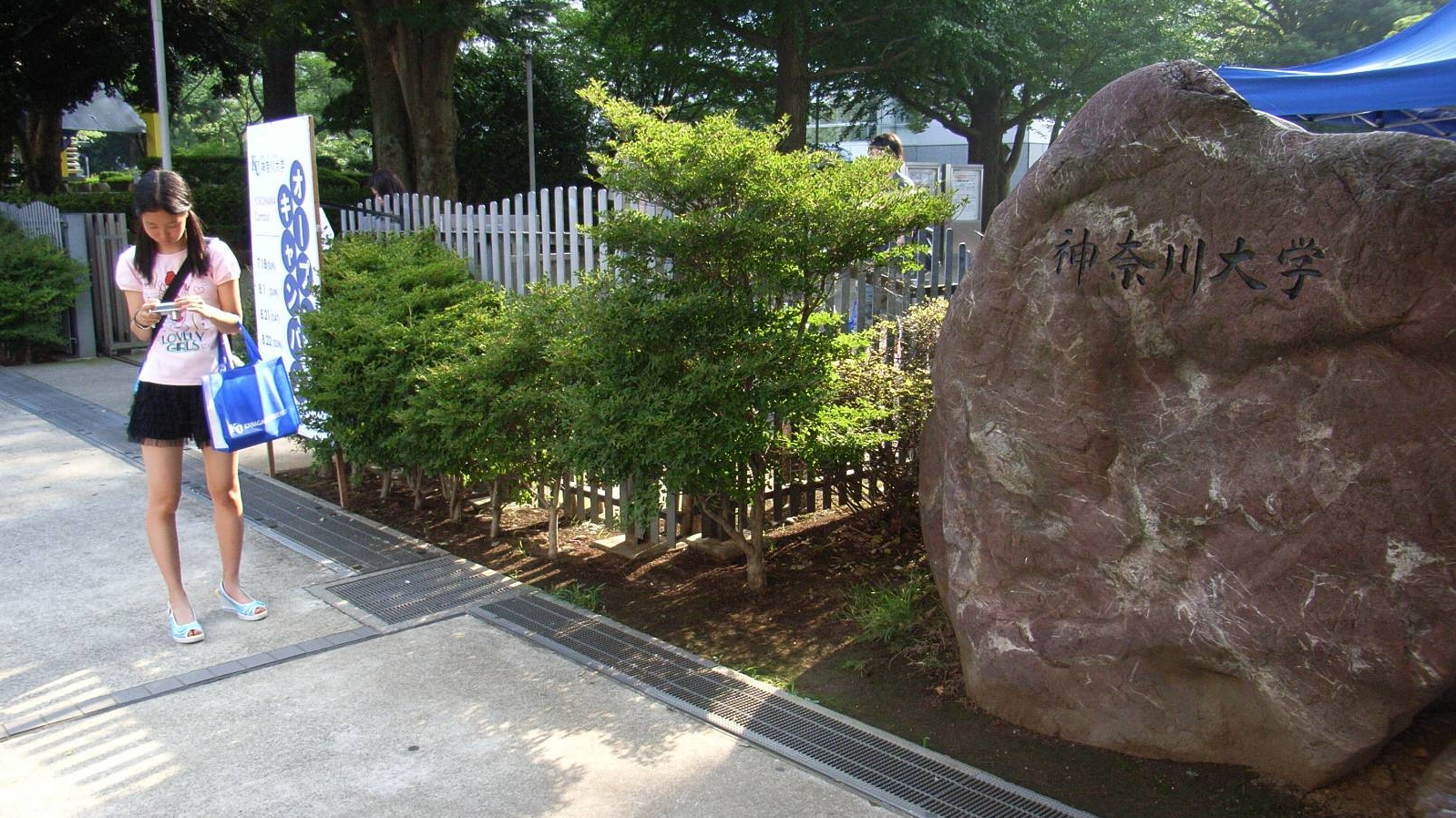
オープンキャンパスに訪れた女子高生と通用門横の石碑

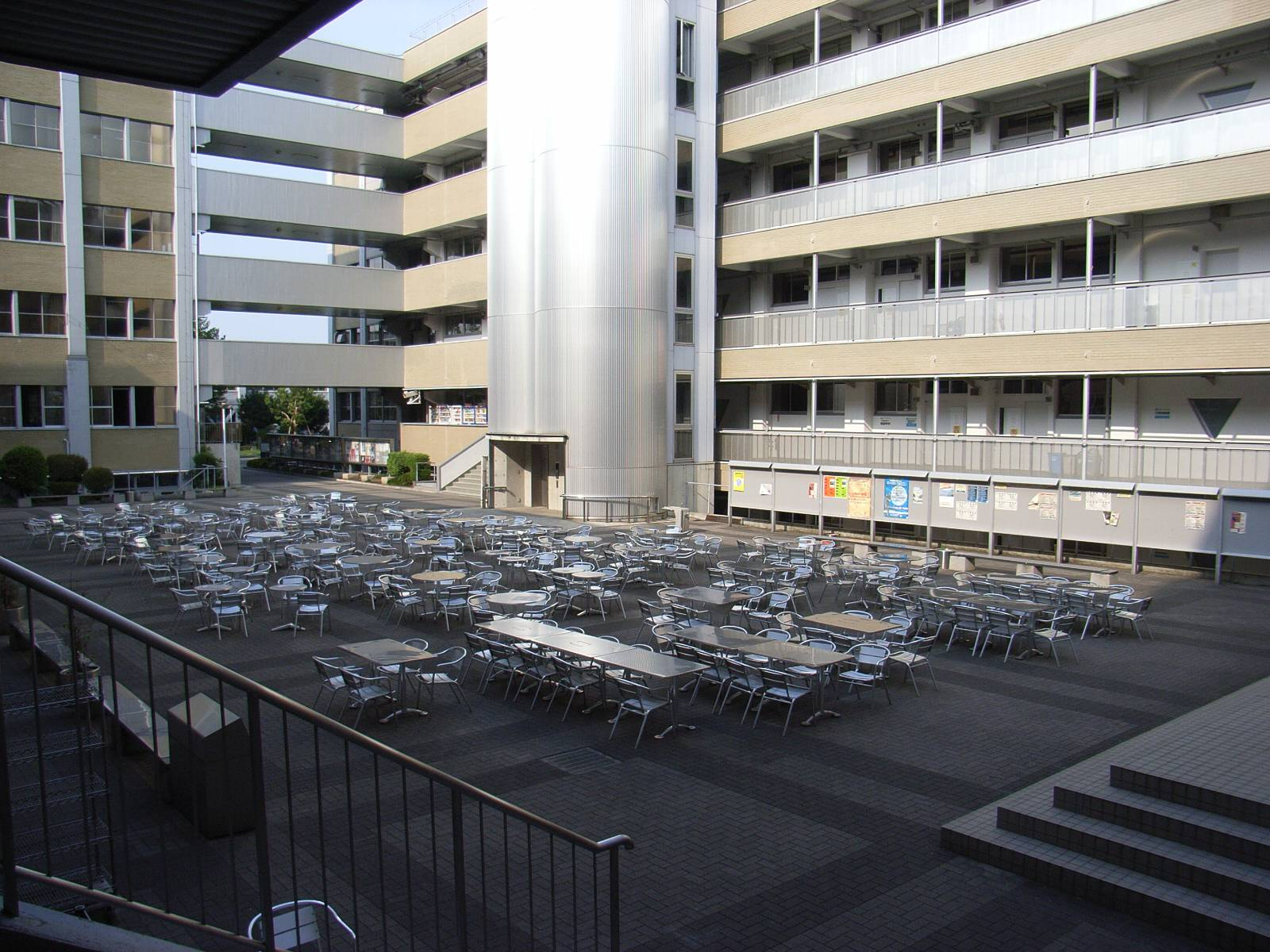
横浜キャンパス中庭 中央縦の構造物は外付けエレベータ

#### 横浜キャンパス
- 旧称は「六角橋校地」
- 使用学部：法学部、経済学部、人間科学部、理学部、工学部、建築学部、化学生命学部、情報学部
- 使用研究科：大学院法学研究科、経済学研究科、人間科学研究科、理学研究科、工学研究科、歴史民俗資料学研究科
- 使用附属施設：日本常民文化研究所および常民研参考室 (歴史民俗資料学研究科)
- 所在地：神奈川県横浜市神奈川区六角橋3-27-1
- 交通アクセス：
  - 東急東横線白楽駅から徒歩13分で通用門に至る。

東白楽駅からも13分程度で正門に到着できる。ただし、東白楽駅からの経路は起伏が激しく狭く複雑であるため、大学の広報では白楽駅を最寄としてアナウンスしている。
なお、東神奈川駅・京急東神奈川駅および片倉町駅からは徒歩20分程度でキャンパスまで到着できるが、東神奈川駅・京急東神奈川駅からの経路は東白楽駅と同様に非常に複雑である。
  - 横浜駅西口、東神奈川駅、京急東神奈川駅、片倉町駅、鴨居駅から横浜市営バス（36系統・82系統・88系統）を利用、「神奈川大学入口」または「六角橋西町」下車徒歩3分 - 5分。

六角橋三丁目側の建物へは「神奈川大学入口」が、六角橋四丁目側の建物へは「六角橋西町」が近い。
- 以下施設名称と機能
  - 1号館（本館）…事務局・8F展望ラウンジ（学生食堂）
  - 2号館…地下演習室
  - 3号館…神奈川大学展示ホール・教育支援センター（KUスクエア）
  - 5号館
  - 6号館…情報教育施設（コンピュータ演習室）
  - 7号館…情報教育施設（コンピュータ演習室）
  - 8号館…マップホール
  - 9号館…日本常民文化研究所
  - 10号館…学生食堂・道場・部室
  - 11号館
  - 12号館
  - 13号館…体育館
  - 14号館…心理相談センター
  - 15号館…図書館
  - 16号館…セレストホール（ギャラリー）、入試センター、宮陵会事務局
  - 17号館…室内プール
  - 18号館…就職課/就職資料室
  - 19号館…神奈川大学生協、LUX、保健管理センター
  - 20号館…語学演習棟、コンピュータ演習室
  - 21号館…マクドナルド、東日本大震災被災地支援室
  - 22号館…人間科学棟（健康科学スポーツセンター）、部室
  - 23号館…工学研究棟（工作センター）
  - 24号館…法科大学院棟
  - 25号館
  - 26号館
  - 27号館…生涯学習棟（資格取得講座／生涯学習講座）
  - 28号館…学生相談室
  - 29号館…国際センター
  - 30号館…宮陵会館 2019年3月完成[45]
  - 31号館…建築ものづくり工房 2022年12月6日竣工[46]

##### 理工系学部集約
2023年4月に理学部が湘南ひらつかキャンパスから移転し、これに伴い、理学部、工学部を再編し、情報学部、化学生命学部が新設された。

#### みなとみらいキャンパス (MMC)

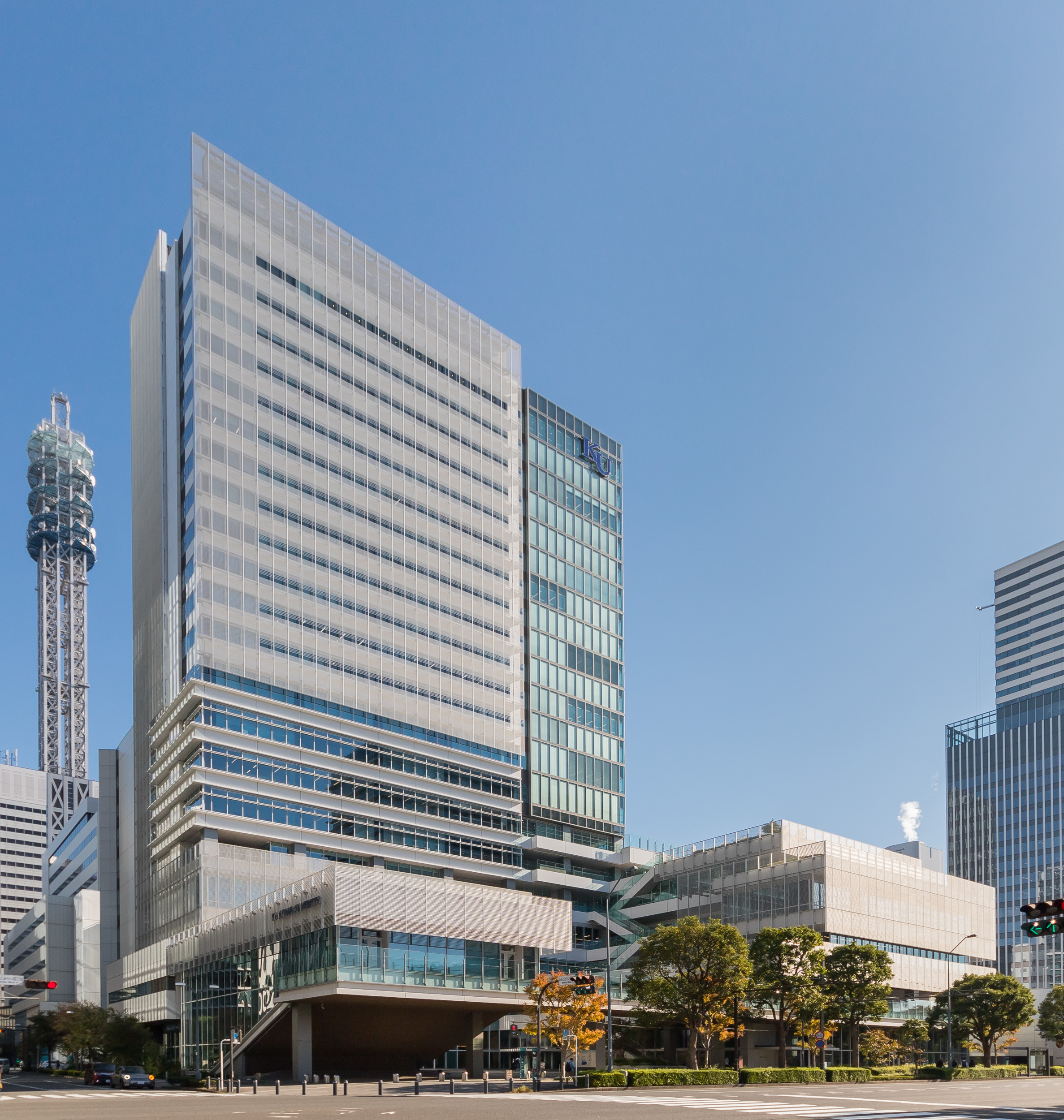
みなとみらいキャンパス

- Minato Mirai Campus の頭文字を取ってMMCとも略されている。
- 使用学部：経営学部、外国語学部、国際日本学部
- 使用研究科：大学院経営学研究科、外国語学研究科、国際日本学研究科
- 所在地：神奈川県横浜市西区みなとみらい4-5-3

2021年4月、横浜市西区みなとみらいに開設。
2017年4月の記者発表では、新キャンパスには約5,000人の学生が通うことを想定しているとし、国際系の学部（横浜キャンパスの外国語学部や湘南ひらつかキャンパスの経営学部国際経営学科など）を集約し、外国語学部国際文化交流学科と日本常民文化研究所をベースとした学部の新設を検討していることも公表された。2021年4月の開学時に外国語学部と国際日本学部が横浜キャンパスから、経営学部が湘南ひらつかキャンパスから移転し、国際系の学部が集結した。
21階建て（高さ約100m）のビルの1階〜3階は市民にも開放するソーシャルコモンズ（交流・賑わいゾーン）として、カフェやレストラン、エクステンションセンター、図書館などを設けている。また、大学の関係施設が入る中層階の4階〜10階は教育ゾーンとして講義室や講堂、体育施設（アリーナ・ジムなど）、学生ラウンジ（学生食堂）、ホールなど、高層階の11階〜20階は研究ゾーンとして研究室や演習室、プレゼンフィールドなどが配置されており、最上階の21階はトップラウンジ（学生食堂・カフェテリアを設置、一般のパーティ利用なども可能）となっている。
- 以下各フロアの機能
  - B1F 駐車場
  - 1F 米田吉盛記念ホール・観光ラウンジ・展示・体験学習エリア 社会連携センター・ラボ・ナレッジコア・グローバルラウンジ
  - M2F 駐輪場
  - 2F メディテーションルーム・ラーニングコモンズ・ 保健管理センター・演習室・KUポートスクエア・ 事務室・マルチ演習室・講師控室・みなとみらい図書館
  - 3F 講義室・ラーニングコモンズ・みなとみらい図書館
  - 4F 講義室・ラーニングコモンズ・米田吉盛記念講堂
  - 5F 講義室・アリーナ・中・小ホール
  - 6F 講義室
  - 7F 講義室・講師控室・生協購買部・学生食堂
  - 8F 講義室・マルチ演習室・MNSカウンタ
  - 9F 講義室
  - 10F 会議室
  - 11F 研究所・センター
  - 12F 研究室・演習室・プレゼンフィールド
  - 13F 研究室・演習室・プレゼンフィールド
  - 14F 研究室・演習室・プレゼンフィールド
  - 15F 研究室・演習室・プレゼンフィールド
  - 16F 研究室・演習室・プレゼンフィールド
  - 17F 研究室・演習室・プレゼンフィールド
  - 18F 研究室・演習室・プレゼンフィールド
  - 19F 研究室・演習室・プレゼンフィールド
  - 20F 研究室・演習室・プレゼンフィールド
  - 21F トップラウンジ

#### 保健管理センター
横浜キャンパス場所：19号館2階
湘南ひらつかキャンパス場所：11号館

#### 健康科学スポーツセンター
神奈川大学の学生、教職員、地域の方々の健康増進、また本学スポーツ活動の興隆に資することを目的として設置。
- 横浜キャンパス・トレーニングルーム（22号館）

トレーニングルームには、ベンチプレス・レッグエクステンションなど筋力アップ効果のあるマシーンのほか、ランニングマシーン、エアロバイクなどの持久力アップのマシーンなど各自の健康管理に役立つ設備が充実。
- 横浜キャンパス・室内プール（17号館）

25メートル温水プール×6コース（水深：1.1メートル - 1.5メートル） 太陽熱を利用した温水の室内プール、曲線を描くガラスの天井から自然光が日中降り注ぐ。
- 平塚キャンパス健康科学スポーツセンター（3号館）

ベンチプレス・レッグエクステンションマシーンのほか、ランニングマシーン、エアロバイク等。

#### 中山キャンパス
- 所在地 : 横浜市緑区台村町
- 旧称 : 台村校地[6]

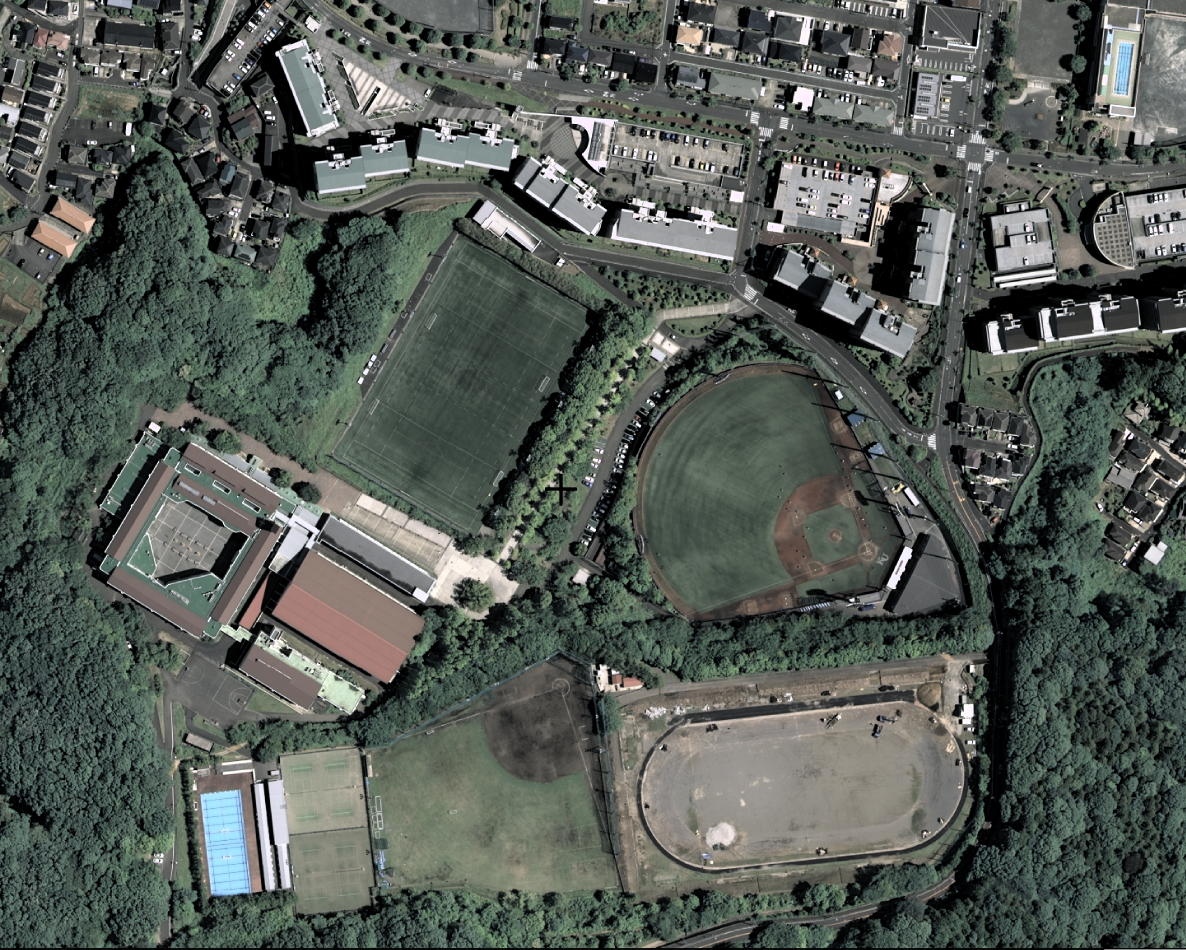
神奈川大学附属中・高等学校 (神奈川大学中山キャンパス)

- 使用学校 : 神奈川大学附属中・高等学校 (附属学校)

附属学校以外の設備としては大学野球場・大学ラグビー場などがある。
2012年には中山キャンパスの緑地管理用整備路にウッドチップを敷き詰めたクロスカントリーコースが完成。全長は1100m（トラックを合わせると1500m）、高低差は20m（マンション6階建て相当）の規模を誇り、キャンパス内にあるコースとしては全国トップクラス。
2020年3月には陸上グラウンドが全天候型に改修された。ただし、このグラウンドは附属学校の専用設備であったが、この改修を機に大学との共用に変更されている。

### かつて存在した施設

#### 湘南ひらつかキャンパス (SHC)
| 湘南ひらつかキャンパス入口 |  | 1号館正面と池 |
| 湘南ひらつかキャンパス入口 |  | 1号館正面と池 |

| 湘南ひらつかキャンパス11号館正面 |  | ビオトープ |
| 湘南ひらつかキャンパス11号館正面 |  | ビオトープ |

| 湘南ひらつかキャンパス構内にある「神奈川大学校舎前」バス停 |  | 平10 急行・平塚駅北口行 |
| 湘南ひらつかキャンパス構内にある「神奈川大学校舎前」バス停 |  | 平10 急行・平塚駅北口行 |

- 1989年4月の開学時から2001年3月までは「平塚キャンパス」と称していた。
- Shonan Hiratsuka Campus の頭文字を取ってSHCとも略されている。
- 使用学部：経営学部（2021年3月まで）、理学部 (2023年3月まで)
- 使用研究科：大学院経営学研究科（2021年3月まで）、大学院理学研究科 (2023年3月まで)
- 使用附属施設：ハイテク・リサーチ・センター
- 併設施設：「土屋の杜」自然緑地
- 所在地：神奈川県平塚市土屋2946
- 交通アクセス：JR東海道本線平塚駅から神奈川中央交通バスで約30分、小田急小田原線秦野駅から神奈川中央交通バスで約20分、ここでは2023年2月18日ダイヤ改正直前の運行路線を提示する。同改正後はキャンパス構内乗り入れを終了し、下記★の系統が廃止された。
  - 平10★ 平塚駅北口 - 急行（南河内・神奈川大学のみ停車） - 神奈川大学校舎前
  - 平37 平塚駅北口 - 古花水 - 公所 - 中沢橋 - 神奈川大学 - 神奈川大学校舎前
  - 平38 平塚駅北口 - 古花水 - 坂間 - 中沢橋 - 神奈川大学 - 神奈川大学校舎前
  - 秦38 秦野駅北口 - 南平橋 - 遠藤原 - 神奈川大学 - 神奈川大学校舎前
  - 秦39★ 秦野駅北口 - 南平橋 - 土屋橋 - 神奈川大学 - 神奈川大学校舎前
  - 平76 平塚駅北口 - 中沢橋 - 神奈川大学 - 上井ノ口 - 秦野駅南口
    - 平76系統を除く全系統がキャンパス構内まで、土休日を含めて終日乗り入れている。正門前のバス停は「神奈川大学」、キャンパス構内にある1号館前のバス停は「神奈川大学校舎前」と称している。
    - 平76系統は中井町を経由するため、秦野方面からのアクセスには適しておらず、大学側でも秦野駅からのアクセス手段としては案内していない。
    - オープンキャンパス時等には、平塚駅・秦野駅から臨時直行バスを運行することがある。
    - 湘南ひらつかキャンパスのバス通学生に対しては、キャンパス内で大学補助による割引価格の「神奈川大学学生専用バス通学定期券」を販売していた[63]。
- 車によるアクセス：
  - 東名高速道路秦野中井IC - 県道秦野二宮線 - 中井電話局前交差点 - 県道平塚松田線 - 神奈川大学入口交差点 - 座禅川橋 - 湘南ひらつかキャンパス
  - 小田原厚木道路平塚IC - 県道平塚秦野線 - 土屋橋 - 県道平塚松田線 - 神奈川大学入口交差点 - 座禅川橋 - 湘南ひらつかキャンパス

湘南ひらつかキャンパスでは車による通学が認められており、学外からの来訪者も無料で駐車場を利用できる。
- 以下施設名称と機能
  - 1号館…図書館、講義室、研究室、学生ラウンジ、イングリッシュラウンジ、紀伊国屋ブックセンター・FabLab Hiratsuka
  - 2号館…理学部実験室・研究室
  - 3号館…体育館、トレーニングルーム、道場
  - 4号館…学生食堂・ベーカリーカフェ、銀行ATM
  - 5号館…部室
  - 6号館…講義室、演習室、理学部実験室、研究室
  - 7号館…部室・合宿所
  - 8号館…コンビニエンスストア（ファミリーマート）、休憩所、教育支援センター（KUスクエア）
  - 9号館…高度先端技術研究施設（ハイテク・リサーチ・センター）
  - 10号館…演習室
  - 11号館…事務局、就職資料室、保健管理センター、学生相談室、サーカムホール
  - 12号館…理学部 藻類培養施設
  - 13号館…研究室

##### キャンパスの閉鎖
2017年4月にみなとみらいキャンパスの計画が公表された際に、将来的には横浜市と平塚市に分散しているキャンパスを、横浜市内の2キャンパスに集約することも検討しているとしていた。
2021年4月に経営学部がみなとみらいキャンパスへ移転し、残る理学部（約1,500人）も2023年4月に横浜キャンパスへ移転することから、湘南ひらつかキャンパスを閉鎖し跡地は売却する方針であることが2022年9月に明らかとなった。
その後、湘南ひらつかキャンパスの跡地に関して、川崎競馬組合を優先交渉権事業者に決定したと2024年5月に発表した。同組合は川崎競馬のトレーニングセンターとして整備したいとしている。

#### KUポートスクエア（旧）
- 所在地：神奈川県横浜市西区みなとみらい2-3-1 クイーンズタワーA 14階
- 交通アクセス： 横浜高速鉄道みなとみらい線みなとみらい駅から徒歩2分、JR根岸線・横浜市営地下鉄ブルーライン桜木町駅から徒歩7分
  - 2004年に社会人向けの生涯教育を目的の横浜みなとみらい地区に開設されたエクステンションセンター。主に社会人向けの生涯学習講座を開講するためのサテライトキャンパスであったが、2021年度にみなとみらいキャンパスが開設されたことに伴い、同キャンパス2Fに移転した。

### 福利厚生

#### 食堂

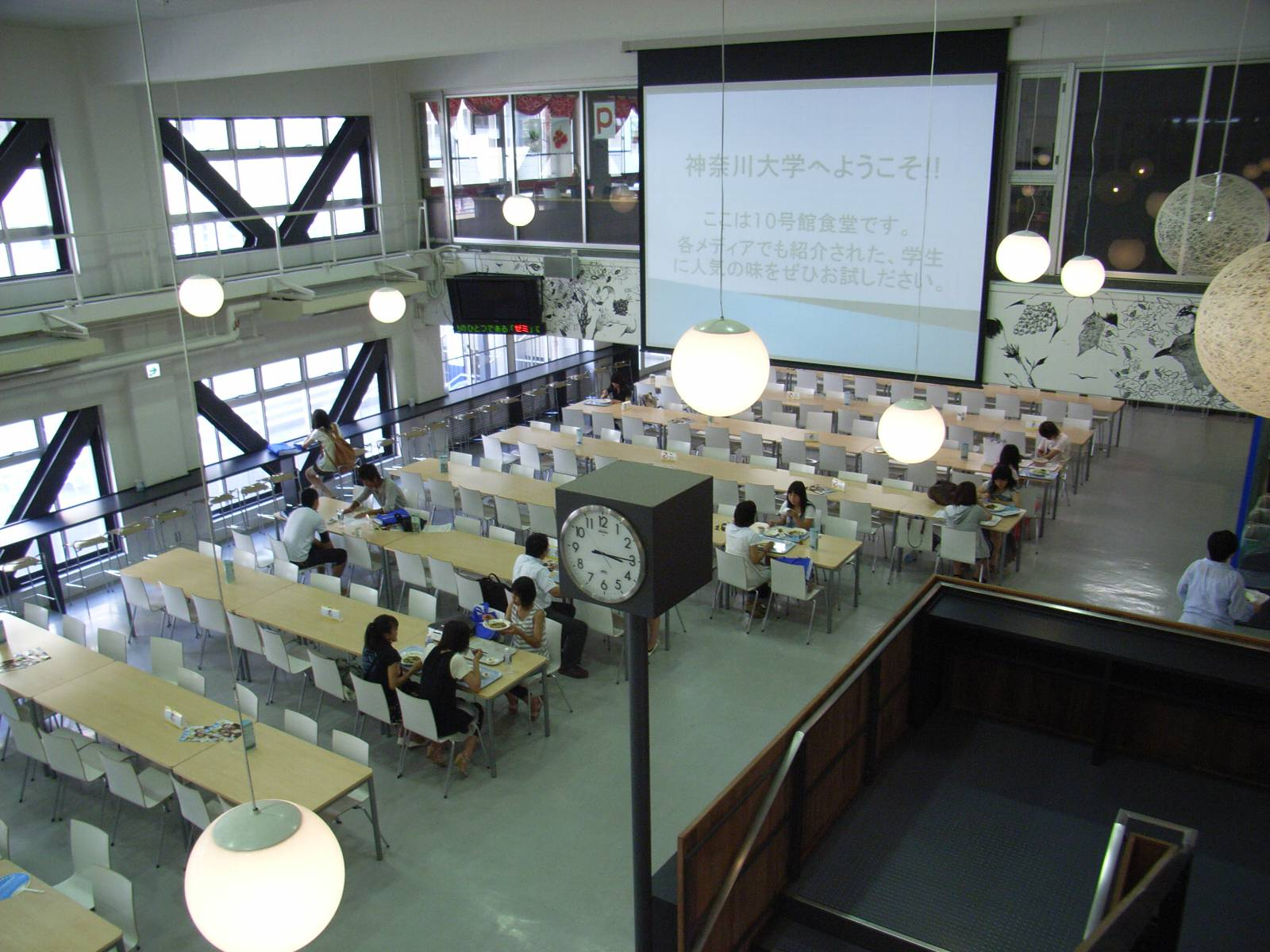
オープンキャンパス時の横浜キャンパス食堂 窓の外は中庭

- 食堂・購買部の運営に関して、横浜キャンパスでは「神奈川大学生活協同組合」の手で、湘南ひらつかキャンパスでは「丸紅コミュニティ株式会社」の手で行われてきた。
  - このうち、横浜キャンパスの食堂は各種大学ランキング本の食堂部門で上位ランクされることがあり、マスコミの取材もしばしば行われている。
  - 湘南ひらつかキャンパスの食堂は2012年現在、株式会社無洲が請け負っている|  | この節は更新が必要とされています。 この節には古い情報が掲載されています。編集の際に新しい情報を記事に反映させてください。反映後、このタグは除去してください。 (2017年3月) |。
  - 湘南ひらつかキャンパスの購買部は2007年9月よりam/pmが請け負っていたが、2011年9月よりファミリーマート化され、「ファミリーマート 神奈川大学湘南ひらつか店」となった。2021年9月より、神奈川大学生活協同組合の運営に移行している。

#### 保養施設
- 箱根保養所

1981年12月竣工。神奈川県箱根町の箱根金時山の麓、仙石原にある、神大の卒業生や教職員等及びその家族を対象とした保養施設。
大浴場（温泉）の泉質は硫酸塩水（アルカリ性）、レストラン（朝食、夕食）、宴会場、卓球場、マッサージコーナー、ラウンジ、囲碁・将棋・麻雀などのプレイルームも備える。
利用対象者：本学教職員（法人役員も含む）およびその家族、本学を定年退職した教職員およびその家族、宮陵会・後援会・緑会会員および会員同伴の家族、専任教職員を申込み責任者とした学外者 など
- 富士見高原研修所

長野県諏訪郡富士見町立沢字広原にある。八ヶ岳の裾野に広がる宿泊可能な研修施設。研修室、テニスコート、バーベキュー施設、卓球室、ビリヤード室、パソコン室、マレットゴルフなど。利用対象者：本学教職員およびその家族、本学学生（引率する教職員のいる場合に限る）本学を定年退職した教職員およびその家族、宮陵会・後援会・緑会会員および会員同伴の家族専任教職員を申込み責任者とした学外者 など

### 講堂
大講堂
3000名弱収容　オールナイトレインボーショー　オールナイトロックショー　エレクトリックサーキット　多数のオールナイトコンサート発祥の地

#### セレストホール
横浜キャンパスには元々、現在の1号館のある付近に大講堂があったが、再開発によって取り壊されている。再開発中に16号館が建設され、同館内に「セレストホール」と称する講堂を開設した。

#### サーカムホール
湘南ひらつかキャンパスには開学当初講堂がなく、1号館の円形講義室を講堂代わりに使用していた。大学80周年記念事業によって2009年8月に11号館が新設された際に、「サーカムホール」と称する講堂を同館内に開設した。

### 寮
大学では「学生マンション」と称して以下の施設を提供している。
- 横浜キャンパス周辺
  - 神奈川大学中丸棟男子
  - 神奈川大学白楽寮
  - 神奈川大学中丸棟女子
  - 神奈川大学二本榎棟
  - 神奈川大学国際寮
  - フィールド・フジ
- 湘南ひらつかキャンパス周辺
  - 湘南スズキコート
  - 湘南平塚コート
  - 湘南宮川ビル

### モニュメント・施設他
- クライミングウォール

2011年9月に横浜キャンパスグランドの一角に完成。山岳部の「セブンサミッツ」（七大陸最高峰踏破）達成を記念して作られたクライミング施設。高さ12m、幅5m
- KUスタジオ

2013年4月に横浜キャンパス1号館8階に開設された、学生による学生のための映像や音声が編集できるスタジオ。
- パピルス端末

神奈川大学で導入している内田洋行製の証明書自動発行機の名称で、正式な商品名は「PAPYRUS MATE（パピルスメイト）」。
- マップホール

横浜キャンパス8号館2階にあるラウンジ。壁一面に世界地図が描かれている
- MIYAMO-NET(みやもねっと)

横浜・平塚・中山（附属）全てで使える、神大総合情報ネットワークの総称。略称はMNS。
- メビウス

横浜の1号館学生掲示ホール脇にある噴水の中心に聳え立つモニュメント。“永遠”。彫刻家速水史朗作。
2002年設置。1998年の創立70周年記念事業で宮陵会及び後援会より寄贈。
- 公開空地

2002年の横浜キャンパス再開発工事完了と同時に、旧3号館跡地に設けられたフリースペース。一面整備された草の緑に覆われ、神大生のみならず地元民に開放されている。

## 対外関係

### 自治体との協定
- 包括連携協定
  - 横浜市（みなとみらいキャンパス開設を控えて2020年2月28日締結）[67]
- 学術に関する協定
  - 神奈川県大和市スペイン語通訳補助インターンシップ協定（2004年締結）-神奈川大学外国語学部スペイン語学科の学生が大和市役所の窓口補助員として週2回の実務を実施する協定。
  - 神奈川県大磯町-地域社会の発展、学術文化研究の振興及び人材の育成に寄与することを目的とする。
  - （一社）東京オリンピック・パラリンピック競技大会組織委員会-2020年東京オリンピック・パラリンピック競技大会連携協定
  - 神奈川県2019年より包括連携協定[68]-国際化の推進、未病の改善、まちづくり及び地域社会の活性化、人材の育成、産業の振興、教育・研究・文化の振興、その他協定の目的を達成するために必要な協力。
- 図書館利用に関する協定
  - 神奈川県
  - 横浜市
  - 平塚市
- 教育に関する協定
  - 横浜市 神奈川区-(1)こども・青少年育成プロジェクト(2)青少年・スポーツ・健康づくりプロジェクト(3)産業・まちづくりプロジェクト(4)エコ・環境プロジェクト(5)人材・育成プロジェクト
  - 神奈川県立総合教育センター-包括協定
  - 横浜市教育委員会
- 防災に関する協定
  - 横浜市4町会（中丸町内会・六角橋南町内会・斎藤分北部自治会・斎藤分南部町内会）大規模地震発生時の減災応援協力に関する覚書
  - 横浜市-大規模地震等の災害時における避難施設の提供協力に関する協定
- 学生U・Iターン就職促進に関する協定（括弧）は締結年月
  - (2012.07)山梨県 学生U・Iターン就職促進に関する協定
  - (2013.11)群馬県 ※Gターンクラブに加盟
  - (2014.03)長野県 学生U・Iターン就職促進に関する協定
  - (2014.04)愛媛県 学生U・Iターン就職促進に関する協定
  - (2014.12)新潟県 学生U・Iターン就職促進に関する協定
  - (2015.07)石川県 学生U・Iターン就職促進に関する協定
  - (2015.07)栃木県 学生U・Iターン就職促進に関する協定
  - (2015.08)茨城県 ※大好きいばらきUIJターン・定着応援“くらぶ”に加盟
  - (2016.02)福島県 学生U・Iターン就職促進に関する協定
  - (2016.02)熊本県 学生U・Iターン就職促進に関する協定
  - (2016.05)山形県 学生U・Iターン就職促進に関する協定
  - (2016.10)静岡県 学生U・Iターン就職促進に関する協定
  - (2016.12)秋田県 学生U・Iターン就職促進に関する協定
  - (2017.03)山口県 学生U・Iターン就職促進に関する協定
  - (2017.03)福岡県 学生U・Iターン就職促進に関する協定
  - (2017.10)札幌市 学生U・Iターン就職促進に関する協定
  - (2017.11)鹿児島県 就職支援に関する協定[69]
  - (2018.02)岩手県 ※岩手U・Iターンクラブに加盟
  - (2018.07)岡山県 学生U・Iターン就職促進に関する協定
  - (2018.09)鳥取県 学生U・Iターン就職促進に関する協定
  - (2018.10)高知県 学生U・Iターン就職促進に関する協定
  - (2018.11)京都府 学生U・Iターン就職促進に関する協定
  - (2019.3)千葉県 学生UIJターン就職支援に関する協定[70]
    - 神奈川大学には地方出身の学生が多いことから、U・Iターン就職を支援するための協定を上記の各県/自治体と締結している。

### 他大学との協定

#### 日本国内
- 横浜市内大学間学術・教育交流協議会
  - 横浜市が主導。単位互換や図書館相互利用などを行っている。
  - 単位互換・図書館相互利用
    - 関東学院大学
    - 國學院大學
    - 鶴見大学
    - 桐蔭横浜大学
    - 東洋英和女学院大学
    - フェリス女学院大学
    - 東京都市大学
    - 明治学院大学
    - 横浜国立大学
    - 横浜商科大学
    - 横浜市立大学

  - 図書館相互利用のみ
    - 慶應義塾大学
- 神奈川県内大学間学術交流協定(大学院)
- 福山大学
  - 経済学部の2年生以上に限り、福山大学との単位互換協定が結ばれている。
- 玉川大学 通信教育部
  - 学内選考を経て、玉川大学通信教育部の科目等履修生として、小学校教員免許に関する科目を履修できる。
- 全国私立大学FD連携フォーラム
- 横浜4大学FD（ファカルティ・ディベロップメント）連携協定-2017年2月締結
  - 関東学院大学
  - 横浜国立大学
  - 横浜市立大学
- 山形大学（協定期間は2019年より5年間）[71]

(1)学生の交流 (2)教職員の交流による教育・研究の連携 (3)共同研究、共同事業の実施 (4)学生に対する大学施設の相互開放 (5)各種補助事業への共同申請 (6)その他必要と認められる事業
- 関東学院大学 包括的連携協定締結 [72]

#### 日本国外
神奈川大学では2017年1月時点、以下の26ヶ国、85の協定校ならびに15の提携校と交流を行っている。
学生交換が行われている協定校は62校。地域別の協定校数（()内は学生交換校）は以下の通り。
- アジア 44校（29校）
- オセアニア 2校（2校）
- 北アメリカ 10校（5校）
- 中・南アメリカ 4校（4校）
- ヨーロッパ 24校（21校）
- 中近東 1校（1校）

上記のうち主な国際・学術交流等協定校
 アメリカ合衆国
- ハイデルバーグ大学（アメリカ・オハイオ州）
- カンザス大学（アメリカ・カンザス州）
- カリフォルニア大学サンディエゴ校（アメリカ・カリフォルニア州）
- カリフォルニア大学アーバイン校（アメリカ・カリフォルニア州）
- ユタ大学大学院（アメリカ・ユタ州）

 中国
- 北京科技大学（中国・北京市）
- 同済大学（中国・上海市）
- 浙江大学（中国・浙江省・杭州市）
- 遼寧大学（中国・遼寧省・瀋陽市）
- 武漢理工大学（中国・湖北省・武漢市）

 台湾
- 国立台湾科技大学（台湾・台北市）

 タイ
- マヒドン大学（タイ）
- タマサート大学（タイ）

 イギリス
- アストン大学（イギリス）

 スペイン
- サラマンカ大学（スペイン）

 韓国
- 成均館大学校（韓国・ソウル特別市）
- 慶南大学校（韓国・慶尚南道・昌原市）

 エストニア
- タルトゥ大学（エストニア）

 リトアニア
- ビリニュス大学（リトアニア）

部局間学術交流等協定校
- 経営学部

 カナダ
- ビクトリア大学経営学部（カナダ・ブリティッシュコロンビア州）

 中国
- 復旦大学大学院（中国）

### 高大連携
高大連携の推進は地元神奈川県をコアとし、高校教育と大学の教育に関する交流・連携を通じて相互に教育活動の理解を深め、それぞれの教育の実をあげることを目的とする。
- 神奈川県立

あ行
- 麻生高等学校
- 旭高等学校
- 足柄高等学校
- 厚木西高等学校
- 厚木東高等学校
- 綾瀬高等学校
- 有馬高等学校
- 磯子工業高等学校
- 荏田高等学校
- 追浜高等学校

か
- 神奈川工業高等学校
- 神奈川総合高等学校
- 金沢総合高等学校
- 上鶴間高等学校
- 川崎高等学校

き～こ
- 岸根高等学校
- 霧が丘高等学校
- 港北高等学校

さ行
- 相模田名高等学校
- 相模原総合高等学校
- 座間総合高等学校
- 商工高等学校
- 湘南台高等学校
- 城郷高等学校
- 新栄高等学校
- 住吉高等学校
- 逗葉高等学校

た行
- 茅ヶ崎高等学校
- 茅ヶ崎西浜高等学校
- 津久井浜高等学校
- 鶴見高等学校

な行
- 永谷高等学校
- 新羽高等学校
- 二宮高等学校

は行
- 秦野高等学校
- 秦野曽屋高等学校
- 氷取沢高等学校
- 平塚湘風高等学校
- 藤沢清流高等学校
- 藤沢総合高等学校
- 藤沢西高等学校
- 保土ヶ谷高等学校

ま行
- 舞岡高等学校
- 三浦臨海高等学校
- 弥栄高等学校
- 山北高等学校

や行
- 大和東高等学校
- 大和南高等学校
- 横須賀明光高等学校
- 横浜桜陽高等学校
- 横浜旭陵高等学校
- 横浜国際高等学校
- 横浜修悠館高等学校
- 横浜清陵総合高等学校
- 横浜南陵高等学校
- 横浜平沼高等学校
- 横浜明朋高等学校
- 横浜緑園総合高等学校

- 公立 (神奈川県立除く)

横浜市立
- 東高等学校
- みなと総合高等学校
- 横浜商業高等学校
- 横浜総合高等学校

川崎市立
- 幸高等学校
- 橘高等学校

横須賀市立
- 横須賀総合高等学校

東京都立
- 晴海総合高等学校
- 六郷工科高等学校

静岡県立
- 小山高等学校
- 御殿場南高等学校

静岡県富士市立
- 富士市立高等学校

- 私立

あ
- 英理女子学院高等学校

か
- 柏木学園高等学校
- 神奈川大学附属高等学校
- 鎌倉女学院高等学校
- 神田女学園高等学校
- 北鎌倉女子学園高等学校
- 鵠沼高等学校
- 御殿場西高等学校

さ
- 静岡県富士見高等学校
- 湘南学院高等学校
- 星槎高等学校
- 星槎国際高等学校
- 清心女子高等学校
- 清泉女学院高等学校
- 聖和学院髙等学校
- 捜真女学校高等学部
- 相洋高等学校

た
- 立花学園高等学校
- 藤嶺学園藤沢高等学校
- 玉川聖学院高等部
- 東京高等学校
- 東京実業高等学校
- 東京横浜独逸学園

な
- 新渡戸文化高校学校

は
- 浜松修学舎高等学校
- 武相高等学校

ま
- 三浦学苑高等学校
- 緑ヶ丘女子高等学校

よ
- 横須賀学院高等学校
- 横浜清風高等学校
- 横浜創学館高等学校
- 横濱中華學院
- 横浜隼人高等学校

- センター

神奈川県立総合教育センター

### 産官学連携
- りそな銀行-「地域活性化・発展」のための包括的な連携に関する協定
- 横浜銀行 - 地元・神奈川の地域・産業の活性化を目的とした連携を推進していくための包括協定
- 平塚信用金庫-産業経済の振興と地域社会の発展を目的とした連携を推進する包括協定
- 湘南信用金庫-産業経済の振興と地域社会の発展を目的とした連携を推進していくための産学連携協定
- 横浜マリノス株式会社-「地域社会の発展」「人材育成・教育の振興」「地域産業経済の振興」に寄与することを目的とした相互連携包括協定
- 公益財団法人日本サッカー協会-包括協定
- 公益財団法人横浜市国際交流協会-包括協定[74]
- 株式会社横浜グランドインターコンチネンタルホテル-包括協定[75]
- 石油系油剤のエマルション化の研究と開発-神奈川大学発ベンチャー企業「未来環境テクノロジー株式会社」を通じ、前田建設工業株式会社・月島機械株式会社・フジミ工研株式会社と共同[76]
- 三相乳化（神奈川大学）技術を用いた化粧品開発-ベンチャー企業「未来環境テクノロジー株式会社」を通じ株式会社東洋新薬との産学連携プロジェクト[77]
- 平塚市地域防災計画の整合性検査方式の研究-神奈川大学プログラミング科学研究所と平塚市との官学連携共同研究[78]
- 自動車機能安全ケースの為のフレームワークに関する研究-神奈川大学プログラミング科学研究所と株式会社デンソーとの産学連携共同研究[78]
- 卵白ペプチド内血中クレアチンキナーゼ濃度上昇抑制用組成物発明-キユーピー株式会社共同特許出願（特願2017-71268号 2017年3月31日出願）[79]

等

### 大学発ベンチャー
神奈川大学の研究成果や技術を生かしたベンチャー企業として未来環境テクノロジー（横浜市）が化粧品「PROUD BLUE」シリーズ等を販売している。

## 社会との関わり

### 武蔵学園
神大創設者米田吉盛が1927年（昭和2年）に東京都千代田区神田錦町（当時は東京市）にある矢野龍渓の私学錦城中学校（現・錦城学園高等学校）校舎の一部を借りて、巡査及び看守に民事法学及び刑事法学の一般を授けることを目的とする私塾「武蔵学園」を開設。林頼三郎からの委嘱で吉田久、西川一男等が民事法を、平井彦三郎が刑事法を担当して学生の指導に当たった。活躍期間はごく僅かであるが、神奈川大学関係機関としては幻の東京都内校である。

### 桜木会館
1927年（昭和2年）4月、神大創設者である米田吉盛が中区桜木町の「桜木会館」内に「横濱学院」を設立した。桜木会館のオーナー若尾幾太郎（衆議院議員、ホテルニューグランド役員、横浜海上火災保険役員、江ノ島電気鉄道株式会社初代社長）と樋貝詮三が山梨県の同郷であったから無料で借りていたという。
1927年（昭和2年） - 1928年（昭和3年）の活躍期間はごく僅かといえど、境之谷に移転する前の桜木会館こそ神奈川大学始まりの地点と言える。建物は2008年に解体されている。

### 境之谷公園
1928年（昭和3年）に中区で開設された横濱学院が翌年1929年に、後の1976年（昭和51年）に開園した境之谷公園（横浜市西区境之谷105-1、さかいのたに、旧富士塚）の場所に移り、神奈川大学の前身である横濱専門学校となる。校舎は木造平屋建てで、建坪231坪（762平方メートル）。材料は国からの払い下げの材料を利用して造られ、壁はボール紙製という、校舎としては粗末な建物であったが、学生達は教育熱心で優秀な講師陣を誇りにしていたという。学校が神奈川区へ移転した1930年（昭和5年）以降は専門広場と呼ばれ、1984年（昭和59年）に神奈川大学発祥の地として横浜出身の著名な彫刻家井上信道作の銅像「青年の像」が建てられた。現在では、境之谷公園として整備され、公園内には「こどもログハウス」（ちびっことりで）が建つ。

### 宮面ケ丘
1930年（昭和5年）、横濱専門学校（現・神大）は以前から住宅地で商店街もあった六角橋の外れの丘陵地帯の一角である宮面ケ丘（みやもがおか）に移転した。江戸時代からの六角橋の名主山室周作が学校誘致活動を行っており、米田吉盛と樋貝詮三が現地視察したのち丘の上の土地が広大で最適であると判断し決定した。当時の宮面丘は、茅ぶき屋根の農家や畑が校舎の隣にあるほどの農村であった。横濱専門学校は「ヨコセン（蔑称：ヨタセン）」の名で白楽、六角橋の人々に親しまれた。昭和24年の学制改革では「神奈川大学」と改称し、いよいよ白楽の地に“大学”が誕生した。

### 大倉精神文化研究所（現・横浜市大倉山記念館）
1945年（昭和20年）、空襲により宮面ケ丘校舎の一部が焼失、またGHQによって校舎が接収されてしまったため、数ヵ月間、大倉精神文化研究所（現横浜市大倉山記念館）と県立横浜第二中学校（現、横浜翠嵐高校）を仮校舎とした。

### 三島事件
1970年に三島由紀夫を隊長とする楯の会（森田必勝（早稲田大学）、小賀正義（神奈川大学）、古賀浩靖（神奈川大学）、小川正洋（明治学院大学））の起こした三島事件は社会に衝撃を与え、今尚、憲法改正論議や、自衛隊の在り方議論について影響を与えている。

### 質実剛健
横濱専門学校草創期の倫理学の講師には鎌倉・円覚寺住職、臨済宗円覚寺派管長禅僧朝比奈宗源がいた。また、英語主任教授には陸軍の通訳士官だった江本茂夫がおり、ユーモアの利いた軍人英語と軍隊式規律の「横専方式英語」を横専学生に教えている。校歌に「祖国の誉」と歌い、鎌倉時代の武士団の元寇の戦いを歌う軍歌『元寇 (軍歌)』の替え歌や、『農兵節』の替え歌が応援歌である事、三島事件に参加した楯の会メンバーが在籍していた事、左翼の佐世保エンタープライズ寄港阻止闘争、九・一五ミッドウェイ (空母) (USS Midway, CVB/CVA/CV-41) 母港化反対闘争等の反米活動、2011年からの東北震災のボランティア活動など伝統的な愛郷主義・民族主義・国家主義・地域主義的な活動は質実剛健の校風を表す。

### 積極進取
神奈川大学では、国境や文化の差異を超えた国際交流の場を形成し、国際社会で活躍する人材を育成する教育や研究を展開するとともに、そこから得られた成果を広く国際社会に還元することを目指しており、地域と国際社会に開かれた大学として、国際化推進に関する方針を定め、1．国境や文化の差異を超えた国際交流の場を形成、2．教育の国際化、3．留学制度等の拡充、4．学術交流の活性化、5．国際化の成果の還元、6．国際化を推進するための情報の収集と発信等の活動を積極的に行っている。神奈川大学では世界各国の前述の協定校と留学生の交換を行っている。特に、海外からの学生が参加する短期集中型の語学プログラム「神奈川大学日本語・日本文化プログラム」として、年2回（夏季と冬季）受け入れを実施している。

### KU東北ボランティア駅伝
2011年の震災直後より、神奈川大学は東日本大震災被災地支援活動「KU東北ボランティア駅伝」と称して、2017年3月31日まで支援の襷をつなぎ続け、4,041人の学生・教職員・卒業生らボランティアが被災地での支援活動に携わった。
尚、ボランティアの拠点となった岩手県遠野市は、神奈川大学出身の本田敏秋（法学部卒）が市長を務めていた。
2011年4月17日には中島三千男学長（当時）が、神奈川大学出身の佐藤雄平福島県知事（経済卒）を訪問し、佐藤知事は「夏休みを利用して、できるだけ多くの学生さん達がぜひ福島に合宿等で来てください」「自分も頑張るから、神奈川大学も頑張ってください」と述べた。

### 文部科学省認定共同研究拠点・国際常民文化研究機構
2009年に文部科学省認定を得て発足した国際常民文化研究機構は、長年の日本常民文化研究所の漁業制度史・民具研究を中心に「常民文化」研究を行う。創設者・澁澤敬三の「ハーモニアスデヴェロープメント」精神に拠り、国内外の研究者に広く「常民文化」研究の史資料・場・機会を提供する。具体的には学際的・国際的な共同研究拠点として、国際常民文化研究機構運営委員会主導下に研究テーマ公募プロジェクト型共同研究や、国際学術交流・シンポジウムの開催、インターネットによる史資料や研究成果の公開を推進し、共同研究拠点に集約したデータベースの一般公開を推進している。

### 宇宙線物理学研究

#### チベットにおける高エネルギー天体現象の観測
神奈川大学工学部には伝統的に宇宙線物理学者が在籍しており前述の三宅三郎神奈川大学元学長・東京大学宇宙線研究所所長が日中国交正常化（1972年9月）後1979年に中国張文裕高能研所長から中国チベットラサ（拉薩）の南約90kmカンパラ山におけるエマルション・チェンバー（EC）共同研究の申し入れを受けて日中共同研究が発足した、更にラサの北約90km標高4300mヤンパーチン（羊八井）に49台のシンチレーション検出器（各面積0.5㎡）からなる空気シャワー観測システムを製作した日中共同研究が稼働、1993年度から文部省（現文部科学省）の海外特別事業「国際共同研究」経費となり、空気シャワー装置の検出器の数は221台（検出器間隔は15mで有効面積約37000㎡）に拡充。この研究に神奈川大学教授湯田利典教授、白井達也教授等が参加している。2019年7月には日比野欣也教授らがかに星雲からの史上最強450兆eVのガンマ線を観測したと発表している。

### 環境主義
神奈川大学では伝統的に環境主義に基づいた研究を行っている。例えば神奈川大学工学部物質生命化学科井川学教授の神奈川県・丹沢大山で酸性霧・森林衰退の研究。前述の三相乳化（神奈川大学）技術を応用したスーパーエマルジョン燃料開発の研究や、前述の太陽光活用を基盤とするグリーン／ライフイノベーション創出技術研究拠点の形成研究（文部科学省平成24年度私立大学戦略的研究基盤形成支援事業）等数多の研究が在る。経済学分野においても神奈川大学経済学研究科委員長渡部照洋教授の環境経済学の研究等が在る。また大学を挙げてエコロジー運動に取り組んでいる。その一つとして大学のエコキャンパス化があり、横浜キャンパス新3号館屋上、湘南ひらつかキャンパス屋上等には太陽光発電システムを導入している。また、2018年12月には元内閣総理大臣小泉純一郎を招いてクリーンエネルギー(再生可能エネルギー)の必要性を説く「原発ゼロと日本の歩むべき道」と題する講演会を開催している。

### 神奈川大学新型電池オープンラボ
神奈川大学工学部物質生命化学科松本太研究室では、2013年春から神奈川県内の中小企業におけるリチウム電池に関する技術力、競争力の向上をはかるため「神奈川大学リチウムイオン電池オープンラボ」をスタートさせ、2012年度、2013年度神奈川県大学発政策提案事業に採択された。2019年1月には第25回を数える。

### 宇宙エレベータープロジェクト
2008年に神奈川大学工学部卒の工学技術員・大野修一を会長として軌道エレベーター(宇宙エレベーター)開発を行う宇宙エレベーター協会（JSEA）が設立される。JSEAが2018年9月から開始する次期宇宙エレベーター技術競技会GSPECは競技会のフィールドを米国ネバダ州BlackRock砂漠で予定。

### ハイブリッド宇宙ロケット開発
神奈川大学は大学宇宙工学コンソーシアムに加盟し工学部機械工学科航空宇宙構造研究室並びに宇宙ロケット部（学内研究プロジェクト）を中心にハイブリッドロケットの開発・製作に取り組む。毎年、能代宇宙イベントや伊豆大島で打上げ実験を行う。2017年9月には新規開発の「3Dプリンタによる複雑形状燃料搭載・カーボン繊維強化軽量ハイブリッドロケットエンジン」を搭載し2機の打上げに成功、2016年の記録を2倍以上更新して高度は4,779mに到達した。

## エピソード

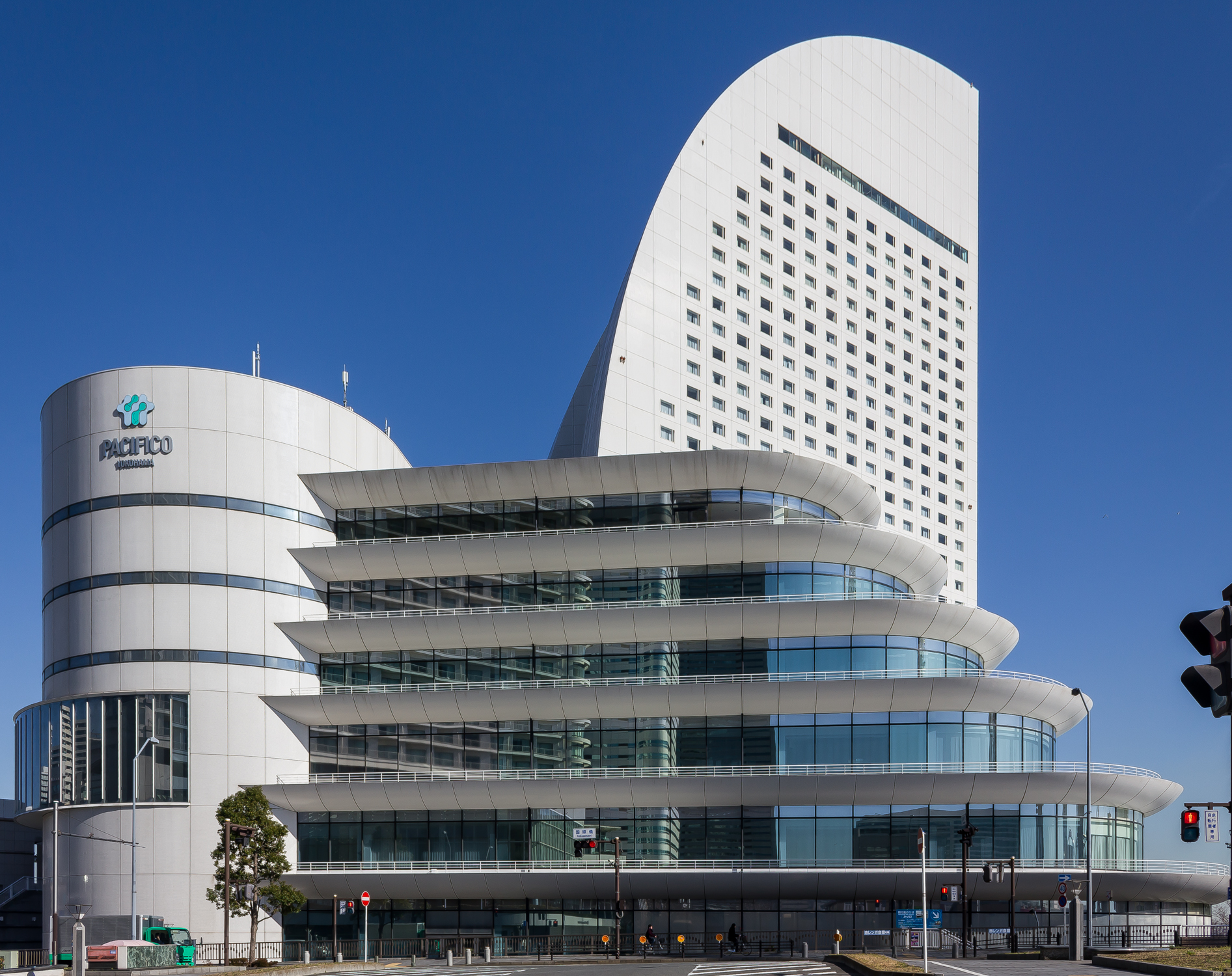
パシフィコ横浜

- 入学式・卒業式は横浜みなとみらい地区にあるパシフィコ横浜の国立大ホールで行われる。野外ステージでJAZZ研究会等の演奏イベントが盛り上げる。
- 白楽駅は、2014年（平成26年）春から、副駅名を「神奈川大学最寄駅」とし、車内アナウンスで「神奈川大学最寄駅です」と追加される。神奈川大学の最寄は、白楽駅だけではなく東白楽駅もあるが、校内通信『JINDAI Style』の企画で、駅伝部の選手が白楽駅と東白楽駅に向けてタイムを計ったがほとんど変わらなかった。白楽駅を最寄り駅としたのは「分かりやすさ」の為[98]。
- 米田吉盛が校地を横浜に選定する切っ掛けは、高島嘉右衛門の語学中心の私塾藍謝堂（通称高島学校）が横浜高島町にあり、私学が盛んであったという話を聞いた事による[要出典]。

## 神奈川大学を舞台とする作品
- 『遠くへ - 1973年・春・20才』浜田省吾の楽曲 - 神奈川大学での内ゲバ事件を歌っている。赤いヘルメットのあの娘とは、日本革命的共産主義者同盟（第四インターナショナル日本支部）か？共産主義者同盟？赤軍？、中核派は白地に中核の文字、革マルならば白地にZ文字、神奈川大学で多数だった社青同解放派は青ヘル。
- 『二人の夏』浜田省吾の楽曲（愛奴のデビュー・シングル） - 神奈川大学正門前の下宿に住んでいた頃の恋愛歌。『路地裏の少年』『生まれたところを遠く離れて』『愛のかけひき』『キャンパスの冬』はアルバイトをするなど、神奈川大学での学生生活を歌っている。
- 『強奪 箱根駅伝』安東能明（著）新潮文庫 - 箱根駅伝直前に神奈川大学駅伝チームの女子マネージャーが誘拐されるサスペンス小説。12/30〜1/3までのリアルタイム進行で、箱根駅伝の実況が効果的に挿入され、日テレによる中継の模様なども詳細に記述されている。日テレOBの徳光はクライマックスに滂沱の涙を流したという[要出典]。明治卒の筆者だが神大気質を能く活写している。
- 『夢は箱根を駆けめぐる』 佐藤次郎(著) - 神奈川大学の97年、98年、箱根駅伝連覇優勝のドキュメンタリー。
- 『孤独のグルメ Season2』第五話 - 神奈川大学の白石教授（入江雅人）に呼ばれて白楽駅を降り、神奈川大学を訪れた井之頭五郎（松重豊）は学食のカフェで「神大ソフトフルーツミックス」を堪能。その後、六角橋商店街「珈琲文明」の「仲見世ブレンド」、そして「キッチン友」で「スペシャル友風焼き」を頼んだ。
- 『カモメ』 - 2004年に神奈川大学の音楽サークルで結成されたバンド9mm Parabellum Bulletの楽曲。神大のマスコットと同じカモメ。
- 漫画『エルフェンリート 』岡本倫著 - 準主人公コウタの通う大学は、神奈川大学横浜キャンパスの風景。8号館の時計塔、7，8，9，10号館に囲まれた通称「中庭」 、教授の研究室→5号館？、「中庭」から7号館と8号館の間を望むカット等。
- アニメ『がっこうぐらし! （SCHOOL-LIVE!）』2話では、図書館に神奈川大学の赤本がある。
- 『Just Because!』 2017年、第7話、テレビアニメ - センター試験の会場。